# Saharna, Rezina
Saharna este un sat din cadrul comunei Saharna Nouă din raionul Rezina, Republica Moldova. Conform recensământului din anul 2004 populația este de 397 locuitori. Distanța directă până în or. Rezina este de 5 km. Distanța directă până în or. Chișinău este de 67 km. Complexul monastic și rezervația naturală Saharna se întinde pe o suprafață de 670 de hectare și se află sub ocrotirea statului.
Aceste locuri au fost pe parcursul istoriei tot timpul populate. În secolele al VIII-lea – al VI-lea î.e.n., aici se aflau triburile geto-dace. Urmele activității lor în aceste locuri sunt întâlnite practic în orice loc prielnic pentru trai. În vârful unui deal au fost descoperite rămășițele unei cetăți geto-dace. În prezent, în acest loc este ridicat un monument în cinstea dacilor care au trăit în antichitate în aceste locuri.
Tot la Saharna se află o mănăstire, care datează din secolul al XVII-lea (manahizmul începându-se în locurile date mult mai devreme, dovada fiind mănăstirea săpată în stâncă, care datează din secolul al VII-lea e.n.). Perioada dintre secolele al XII-lea și al XVII-lea, și anume viața pe care au dus-o călugării este amintită foarte puțin în arhivă. Datorită faptului că schitul (mănăstirea săpată în stâncă) devine neîncăpător pentru mulțimea de călugări ce se adunase, starețul hotărăște să construiască o mănăstire mai mare, acțiune în care, conform legendei, este ajutat de Fecioara Maria, care i-a indicat locul pentru construcția mănăstirii, la anul 1776, când s-a și început construcția Mănăstirii Sfintei Treimi, care s-a construit timp de două secole, ca mai apoi, sa fie distrusă în cea mai mare parte și să fie închisă în 1969.

## Geografie
Saharna se află într-o zonă de atracție turistică populară. Două râulețe mici – Saharna (10 km) și Stohnaia (6 km) întretaie partea de est a podișului, formând astfel un amfiteatru natural masiv. Aceste mici râuri, în cursul lor inferior, au creat canioane cu adâncimea de până la 160 m, iar în unele locuri chiar până la 175 m, și o mulțime de cascade și lacuri mici. Râul Saharna formează 22 de cascade, din care cele mai mari se află la ultima cotitură a râului spre est. Cea mai mare cascadă, care are denumirea de „Groapa Țiganului” are o înălțime de 4,5 m și o adâncime de 10 m.

## Istorie

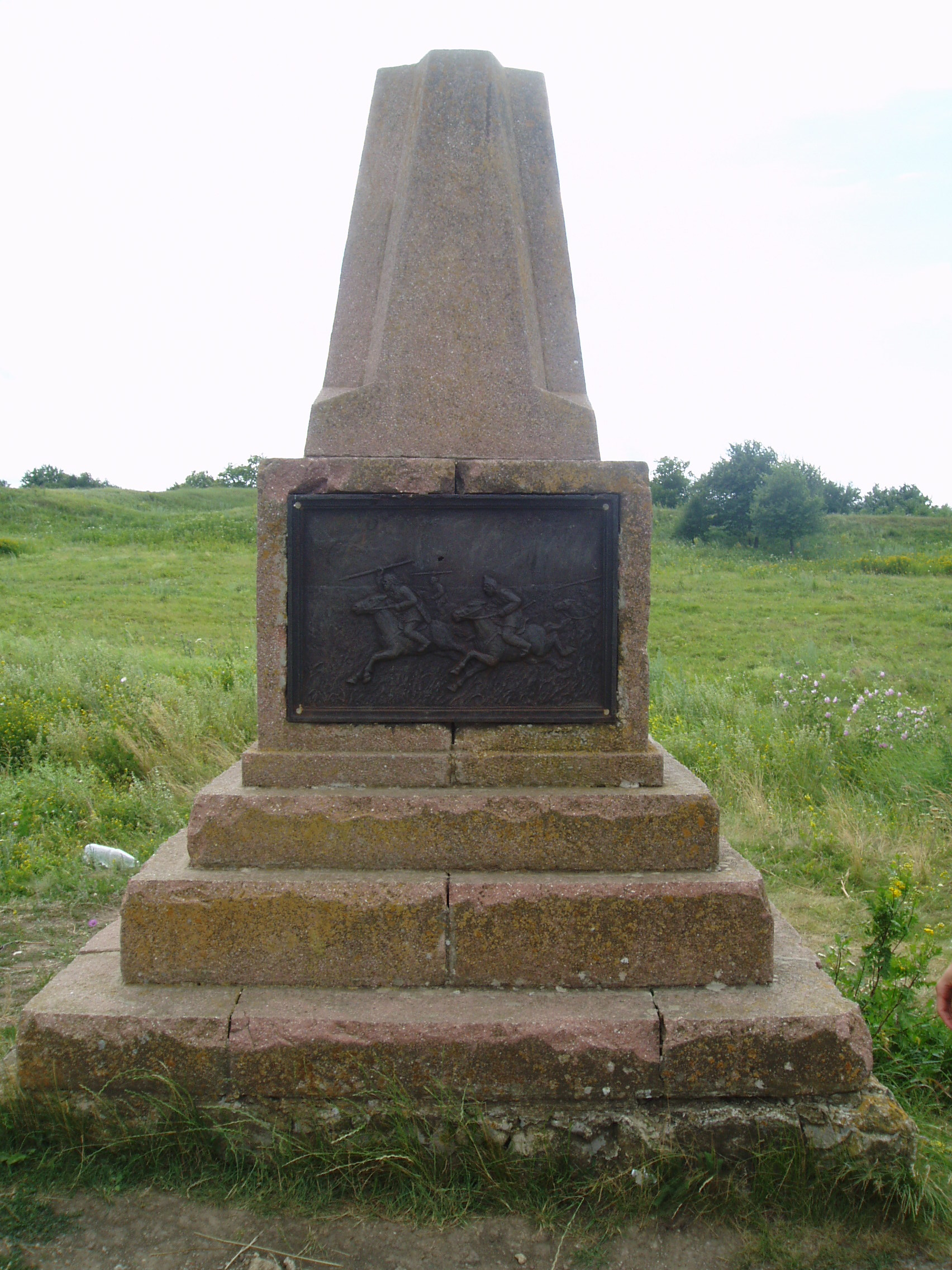
Moument pe moșia satului (dată necunoscută).

Prima atestare documentară a satului Saharna datează din 24 ianuarie 1495, când Ștefan cel Mare întărește prin uric împărțeala între urmașii lui Sima Rugină, printre care și satul Saharna.
„Suret de pe ispisocul vechi sârbescu de la Ștefan voievod, domn Țării Moldovei, scris de Șendre Cârjă, în Vaslui, la let 7003 <1495> ghenar 24, care ispisoc fiind rupt în patru bucăți și ștersu, precum să vede, de abia s-au putut alegi aceste cuvinte, cari mai gios sunt scrise.

Înștiințare facem, prin această cărți a noastră, tuturor cui vor caută asupra ei, sau o vor auzi citindu-se, pentru această adevărata Magda, fata Mihului, fecioru lui Cananov, fratele dumisali Negrila,... și credinciosul dumnealui Costea, frateli dumisali a lui Toader a pisariului nostru, ficiorul ...[sunt enumerate mai multe persoane]... toții nepoți a lui Sima Rugină, și Done, fiica Nastasiei, nepoata Marinei, că de nimeni nesiliții, nici asupriți, ci de a lor bunăvoie s-au împărțit ei între dânșii, dinaintea noastră și dinaintea tuturor boierilor noștri, a mari și mici, satul de slujire de la moșul domniei meli, Alexandru voievod, anume Todirenii, pe Bârlad, ...[sunt enumerate mai multe localități]..., și, pe Nistru, în gura Zăharnei, satu anumi Zăharna, ...

Și spre mai mare tărie și întăritura tuturor acelor de mai sus scrisă, am poroncit credinciosului boierului nostru, dumnealui Tăutu logofăt, să scrie pecetea noastră să o legi către această adevărarăți carte a noastră. Din limbă sârbească s-au tălmăcit de Constantin Diac pitar, în Eși, 1809 iunie 25.”
Timp de peste o sută de ani istoria nu ne lasă nici o mărturie despre această localitate. Abia la 24 februarie 1602, voievodul Ieremia Movilă, după moartea vornicului Bucium, aprobă ca satul Saharna și o treime din moșie să rămână în posesia văduvei Antemia și a feciorilor ei. La 23 martie 1733 Saharna devine proprietatea boierului Constantin Hrisoverghi. În anul 1783 băneasa Maria Calimah dăruiește de zestre moșia Saharna nepoatei sale, Smaranda, fiica lui Enache Hrisoverghi, danie ce a fost întărită cu carte domnească în anul 1785 de către Alexandru Ioan Mavrocordat. În 1795 stolnicul Enache Hrisoverghi înzestrează schitul Saharna cu 120 desetine de pământ, ce sunt dăruite nelegal și din care pricină, credem, s-a iscat o mică neînțelegere între comunitatea condusă de Vartolomeu și posesoarea de drept a moșiei, adică Smaranda. Această mică neînțelegere se întărește și mai mult când, în 1798, soția lui Hrisoverghi, spătăreasa Ancuța, face o dăruire repetată a moșiei Saharna, care de data aceasta este dăruită de zestre surorii mai mici a Smarandei, Mărioara. Pentru rezolvarea acestor mici conflicte în care erau implicați familia Hrisoverghi și starețul Vartolomeu, în anul 1800 are loc o judecată, care o face pe Smaranda posesoarea moșiei Saharna.

### Monumente istorice
Mănăstirea Saharna, în întregul ei ansamblu, este unul din cele mai vechi așezăminte monahale din cuprinsul Bisericii Ortodoxe din Republica Moldova. Ansamblul monastic este compus din două mănăstiri: una rupestră (Bunavestire) și alta terestră (Sf. Treime).
Istoria mănăstirii rupestre se cunoaște foarte puțin, neștiindu-se data precisă a întemeierii și cine sunt întemeietorii. Nici chiar cercetătorii din domeniu n-au ajuns încă la o părere unanimă privind perioada întemeierii acestei chinovii. Ea rămâne blândă și tăcută în așteptarea unor timpuri mai bune, când istoria ei zbuciumată, dar și glorioasă, va fi cunoscută și elogiată de toată lumea creștină.
Mănăstirea terestră, fiind o ctitorie călugărească, a fost întemeiată în anul 1776 de către Schimonahul Vartolomeu Ciungu (anii de viață – 1739-1798, Ciungu nu este numele de familie, ci doar un apelativ). Câte ceva despre viața starețului Vartolomeu aflăm din inscripția, ce însoțea portretul lui, descoperit în trapeza mănăstirii „Sf. Treime” Rudi de către inginerul-arhitect Nicolae Țiganco, portret, ce mai târziu dispare fără urmă. Iată această inscripție, tradusă din limba ucraineană în română în anul 1928: „… în 1739 în ziua 23 a lunii decembrie a avut loc nașterea trupească, a numitului Vasile, din părintele preot Teodor și maică Pelagheia. În anul 1760 în ziua de 2 a lunii mai în orașul Savran gubernia Podoliei, fiind logodit și mergând la logodnica sa pentru a se căsători, Vasile fusese pe neașteptate rănit cu un glonț în mâna stângă, iar la în 1766 … a lunii mai a părăsit patria sa și a venit în Moldova. În 1776 în luna martie ziua 25 a intrat în Saharna. Nu era nimic, era acolo un loc pustiu, a clădit biserica, chilii, ogradă și altele”.

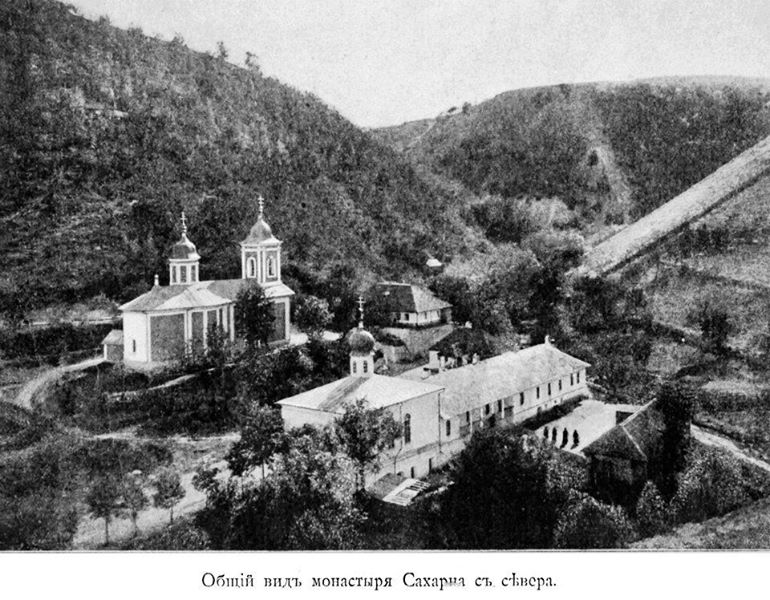
Mănăstirea Saharna, imagine de epocă (probabil sf. sec. XIX

Există unele momente, care ne permit să presupunem că până a începe construcția noii mănăstiri, Vartolomeu cu o mică comunitate de călugări trăiseră în mănăstirea din stâncă. Însă viața în acel loc era foarte anevoioasă și părintele Vartolomeu hotărăște construcția unei mănăstiri terestre, care ar fi fost și aproape de căile de comunicare din localitățile apropiate, și așezată într-un loc unde liniștea călugărilor nu avea să fie tulburată prea mult de forfota lumească. Era destul de dificil să găsești un asemenea loc și după cum spune tradiția că se cuvenea unui bun călugăr și creștin, înainte de începerea lucrărilor, Vartolomeu trăiește 40 de zile de post și rugăciune, pentru a milostivi pe Dumnezeu și sfinții, ca să fie ajutat în alegerea cât mai reușită a unui loc pentru construcția mănăstirii. Legenda spune, că la a 40-ea zi de rugăciune, el a avut o revelație. I s-a arătat Preasfânta Fecioară Maria, Născătoarea de Dumnezeu, care era înconjurată de foc ceresc și i-a arătat locul, unde, după voia Celui Preaînalt, trebuia să construiască locașul monahal închinat Sfintei Treimi. Acest loc era colina de la poalele celor trei dealuri. Minunea a avut loc pe stânca cu numele Grimidon (nume, ce i-a fost dat mai târziu) și, ca dovadă a alegerii divine, Maica Domnului a lăsat încrustată în piatră urma piciorului Ei. Această urmă se poate vedea și astăzi în capela, ce este construită în cinstea acestui fapt pe stânca Grimidon.
Părintele Vartolomeu a început construcția mănăstirii și a chivernisit-o până în anul 1798, când la conducerea ansamblului chinovial i-a urmat Egumenul Paisie.
În urma săpăturilor arheologice la Saharna au fost descoperite așezări tripoliene pe fiecare promontoriu potrivit pe timpuri pentru trai, lângă fiecare râuleț nu prea mare, inclusiv și pe râulețul Saharna.
Deasupra stâncilor expuse tuturor ploilor și vânturilor se întinde platoul triunghiular, acoperit cu iarbă mătăsoasă. Aici, sub învelișul verde, pământul ascunde o străveche cetate a geților. Rămășițele cetății sunt apărate din ambele părți de maluri abrupte, care formează un promontoriu stâncos, iar din cea de-a treia parte de rămășițele unui val de pământ. Toate acestea demonstrează, că din timpuri străvechi, aceste teritorii au făcut parte din arealul civilizației geto-dacice. În prezent, în acest loc este ridicat un monument în cinstea dacilor care au trăit în antichitate în aceste locuri.

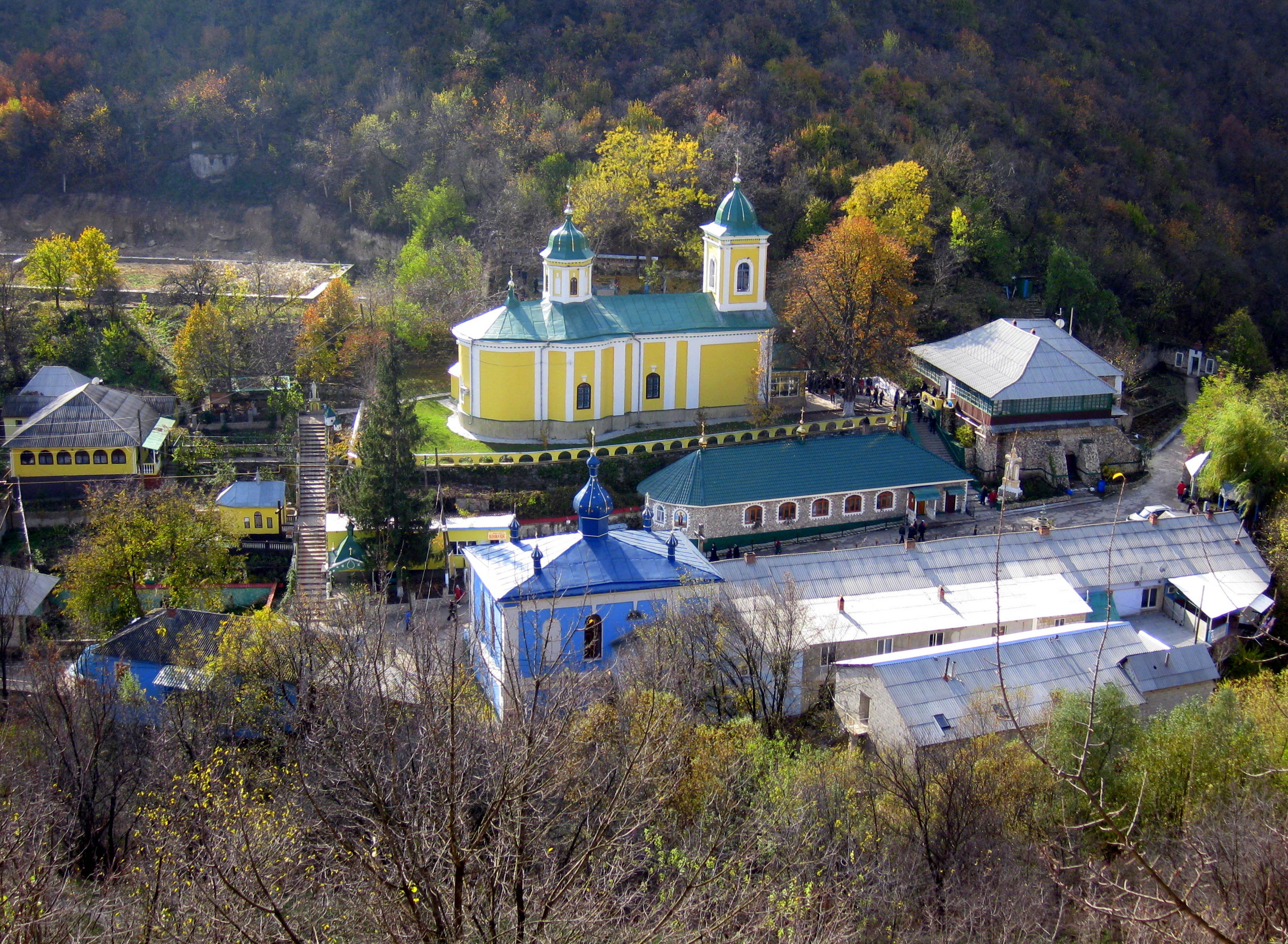
Lăcașul monastic în prezent

Condițiile climaterice ale defileului în mare măsură se aseamănă cu cele montane, de aceea în aceste locuri și-au găsit adăpost mănăstiri rupestre ( secolele XIV – XV ) – locuri sfinte pentru creștini. Mănăstirea Saharna, în întregul ei ansamblu, este unul din cele mai vechi așezăminte monahale din Republica Moldova. Ansamblul monastic este compus din mănăstirea rupestră Bunavestire și mănăstirea Sfântă Treime. Istoria mănăstirii rupestre se cunoaște foarte puțin, neștiindu-se data precisă a întemeierii și cine sunt ctitorii.
Mănăstirea Sfântă Treime a fost întemeiată în anul 1776 de către călugărul Vartolomeu Ciungu, cu permisiunea proprietarului Enache Hrisoverghi, care îi dărui și 120 desetine de pământ. Conform tradiției, înainte de începerea lucrărilor, Vartolomeu petrece 40 de zile în post și rugăciune, pentru a milostivi pe Dumnezeu, ca să fie ajutat în alegerea cât mai reușită a unui loc pentru construcția mănăstirii. Legenda spune, că la a 40-a zi de rugăciune, el a avut o revelație. I s-a arătat Preasfânta Fecioară Maria, Născătoarea de Dumnezeu, înconjurată de foc ceresc și i-a arătat locul, unde trebuia să construiască locașul monahal. Acest loc era colina de la poalele celor trei dealuri. Minunea a avut loc pe stânca cu numele Grimidon și, ca dovadă a alegerii divine, Maica Domnului a lăsat incrustată în piatră urma piciorului ei. Această urmă se poate vedea și astăzi în capela, ce este construită în cinstea acestui fapt pe stînca Grimidon.

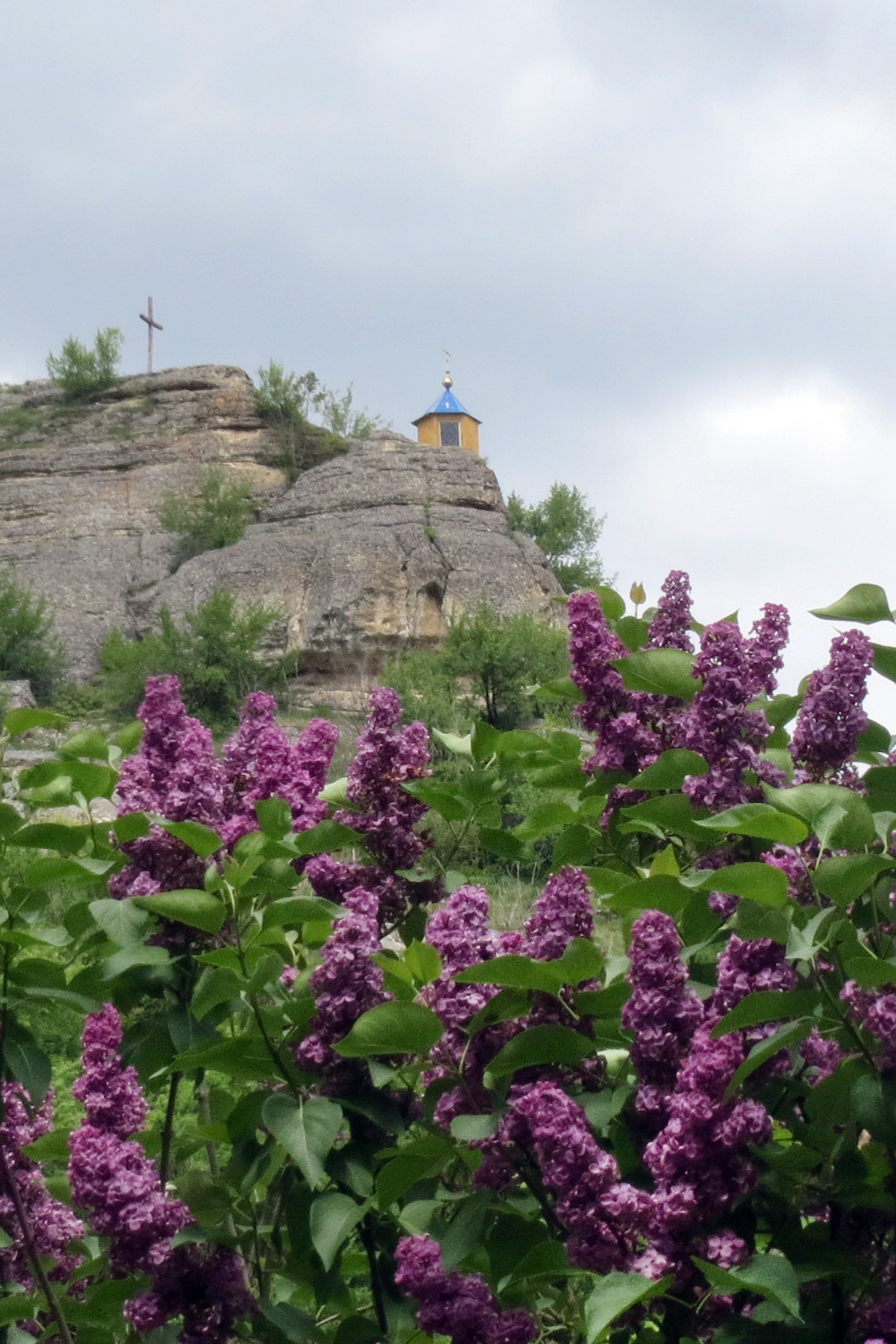
Schit pe una din stânci

Ajutat de credincioși Vartolomeu Ciungu a construit din lemn biserica, câteva chilii și le-a înconjurat cu un zid de piatră. În anul 1818 au început lucrările de construcție a bisericii de vară (devenită mai târziu biserică centrală), care s-au încheiat în 1821. Biserica este sfințită în același an în cinstea Sfintei Treimi, se presupune că de către Mitropolitul Veniamin Costachi. În anul 1837 a fost renovată catapeteasma bisericii, care se știe că era foarte frumoasă, împodobită cu icoane valoroase (la închiderea mănăstirii în 1964 aceste icoane au dispărut fără urmă). Tot în același an se mai construiește un corp de case din piatră. În anul 1857 se restaurează mănăstirea rupestră Bunavestire, care ajunsese într-o stare avansată de deteriorare. În 1883 a mai fost construită o biserică, cea de iarnă, cu hramul Nașterea Maicii Domnului, cu un corp de chilii. 
În anul 1900 locuitorii Saharnei Ipolit Terlețki și Vasile Corneanu au renovat mănăstirea rupestră, afectând aspectul interior și cel exterior al mănăstirii. Atunci a fost demolat peretele natural dintre biserică și chiliile ce îi erau alăturate, ridicându-se pereți noi din blocuri de piatră calcaroasă.
La începutul secolului XX mănăstirea Saharna avea  20 de călugări, toți moldoveni, stăpânea 420 desetine de pământ. După anul 1918 mănăstirea și-a schimbat statutul, devenind „de maici”. Către mijlocul secolului XX mănăstirea ajunsese un loc înfloritor, fiind una din cele mai bine amenajate lăcașuri de cult monahale din Moldova, însă în 1964 mănăstirea este închisă și transformată în spital de psihiatrie. Chiliile au fost transformate în saloane de spital, biserica de vară – în depozit, iar cea de iarnă – în casă de cultură. Mănăstirea  a fost redeschisă la 19 aprilie 1991. În 1992 au fost reparate chiliile, trapeza, bucătăria, și stareția.
Mănăstirea rupestră a fost reparată în anii 1991-1994. Cele 4 chilii săpate în stancă au fost reparate în 1997. În apropierea bisericii rupestre se află o peșteră îngustă în care, conform unei legende, s-a retras în schimnicie ieromonahul Vartolomeu, întemeietorul mănăstirii.
Redeschiderea mănăstirii a avut loc la 19 aprilie 1991. Cu binecuvântarea Înalt Prea Sfinției Sale, ÎPS Vladimir Cantarean, Mitropolitul Chișinăului și al întregii Moldovei, mănăstirea își reîncepe cu greu, dar și cu pași siguri, activitatea misionară și pastorală. Concomitent cu slujbele și rugăciunile săvârșite de două ori pe zi, călugării viețuitori, foarte puțini la număr, munceau mult pentru a se putea întreține și pentru a ridica din ruine și dezastru mănăstirea, ce fusese pângărită timp de aproape trei decenii. Astfel, se fac lucrări de restaurare mai întâi în biserica de iarnă pentru oficierea serviciilor divine zilnice. Această biserică nu are pictură interioară și nu demult i s-a construit o anexă, un mic paraclis în care se păstrează racla cu moaștele Cuviosului Macarie pe durata iernii. Se mai efectuează lucrări de întreținere și înfrumusețare.

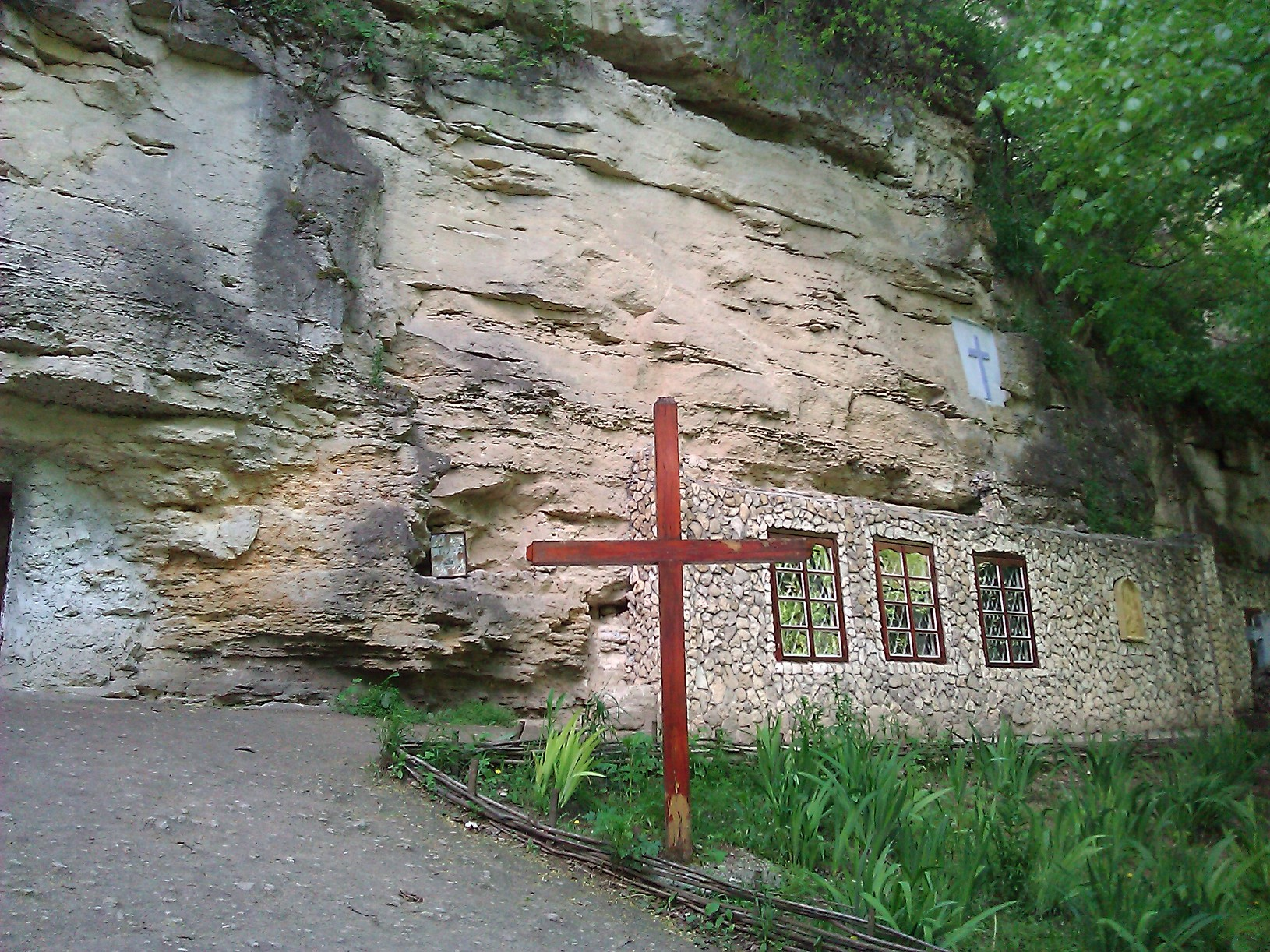
Biserica rupestră a mănăstirii

Concomitent s-a restaurat și biserica de vară (1992-1998). Cu regret nu a fost posibilă păstrarea și conservarea picturii vechi, care era într-un grad avansat de deteriorare, așa că pe pereții bisericii se așază chipuri noi de sfinți pictați în stil realist de către pictorul Vladimir Lazăr din or. Rezina. Trebuie să menționăm, că în interior, biserica este pictată în întregime astfel că începând de la catapeteasma clasică în cinci rânduri meșterită din lemn de paltin în România, de-a dreapta și de-a stânga, în primul registru sunt pictați sfinții cuvioși părinți, care au pus temeliile monahismului contemporan: Cuvioșii Antonie și Teodosie din Lavra Pecerska, Serafim al Sarovului, Siluan Athonitul, Paisie Velicicovski, Macarie Egipteanul, Parascheva de la Iași, Ambrozie de la Optina, Antonie cel Mare, Gherasim de la Iordan ș.a.. Diversitatea naționalităților sfinților reprezentați pe pereții acestei sfinte biserici întărește cu și mai multă putere universalitatea Sfintei Biserici Ortodoxe, ce cuprinde sub aripa ocrotitoare toate popoarele pământului. De asemenea la intrarea în naos în partea stângă stă frumos pictată icoana Binecredinciosului Voievod Ștefan cel Mare și Sfânt, ce ne amintește de trecutul glorios al neamului și țării noastre. Cu totul deosebită este pictura de pe pereții sfântului altar, care a fost zugrăvit în stil neobizantin de pictorul român Mihai Gabor din or. Gura Humorului. Bolta sfântului altar este ocupată de chipul Preasfintei Fecioare „ORANTA”, adică cea care tronează, încadrată de sfinții Vechiului Testament: psalmistul David și înțeleptul Solomon. Registrul de mai jos este plin de figurile mărețe ale episcopilor, care au păstorit Biserica lui Hristos de-a lungul veacurilor, cum ar fi: Vasile cel Mare, Arhiepiscopul Cezareei, Grigore Teologul și Ioan Gură de Aur, Arhiepiscopi ai Constantinopolului, Nicolae, Arhiepiscopul Mirei, Spiridon, Arhiepiscopul Trimitundei ș.a.. Mai apar de asemenea sfinții arhidiaconi Ștefan și Lavrentie, care cu sângele lor mucenicesc au sfințit temeliile Creștinismului.
La împlinirea celor 2000 de ani de Creștinism, lângă Casa Starețului s-a construit un mic paraclis, în care se păstrează icoana Maicii Domnului cu Pruncul numită „Pocheaevskaya”, dăruită mănăstirii de un grup de creștini. Icoana este o copie fidelă a celei făcătoare de minuni din Lavra „Adormirea Maicii Domnului” din or. Poceaev, reg. Ternopol, Ucraina și se venerează îndeosebi la sărbătoarea de la 5 august.
Deși nu există nici o mărturie scrisă sau documente autentice, tradiția spune că Mănăstirea Saharna, după tradiția timpurilor voievodale, a fost închinată de către întemeietorii și ctitorii ei Bisericii Sfântului Mormânt din or. Ierusalim.

### Cărți vechi din biblioteca Mănăstirii Saharna

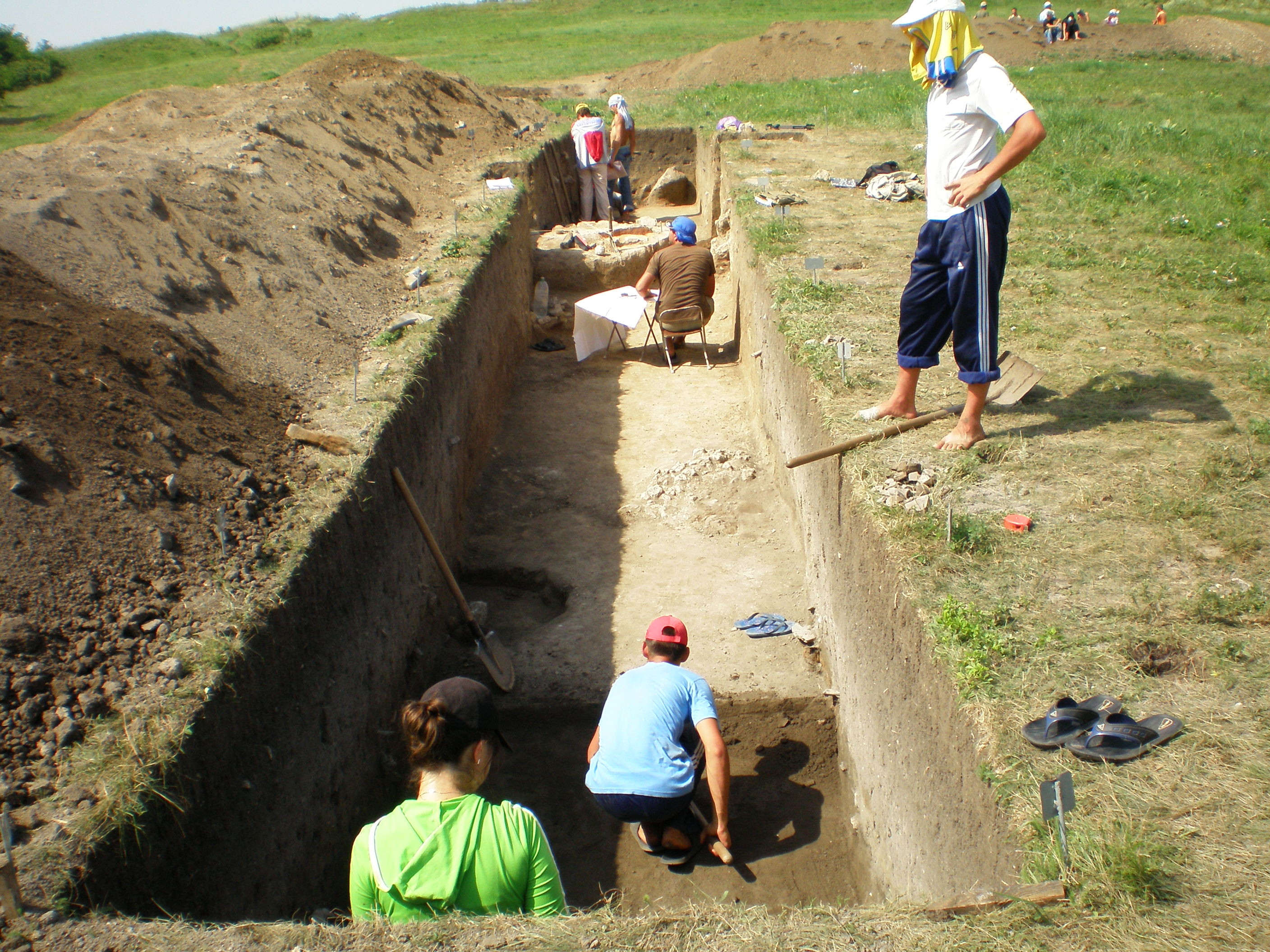
Săpături arheologice lângă localitate, 2010.

În prezent nu există dovezi documentare despre începuturile bibliotecii, însă este de înțeles că primele manuscrise sau cărți tipărite au apărut imediat după fondarea schitului și au fost dăruite de primii lui ctitori. Cele patru manuscrise slavone semnalate în mănăstire au fost copiate în secolele XVII și XVIII: Învățături ale apostolilor și soboarelor despre Sfântul Botez (1756), Cuvintele preacucernicului părintelui nostru Simeon noul cuvântător de Dumnezeu (sec. XVII), Cuvintele întocmai cu sfinții părintelui nostru Avva Isaac despre Post (sec. XVIII), Carte de ascultare în scurt din cărțile Sfinților Părinți (1781) copiată de monahul Mitrofan, cu fragmente din cartea Iconion (Vilno, 1618). În biblioteca mănăstirii au fost identificate opt cărți tipărite în slavonă: Evanghelie (Lvov, 1722, 1743); Octoih pe note muzicale (Lvov, tipărită după 1672); Irmologhion (Poceaev, 1775); Faptele și învățăturile apostolilor (Kiev, 1722); Acatistul Sfintei Mare Mucenițe Varvara (Kiev, 1777), aflată în 1784 la schitul Rudi; Învățăturile Avvei Dorothei (Kiev, 1628); Adunare din diferite învățături ale arhimandritului Ghedeon (Moscova, 1760) și o carte tipărită românească, semnalată în 1873, Pogrebania preoților de mir și a diaconiilor, tipărită la Târgoviște în 1650, cu binecuvântarea Mitropolitului Țării Românești, Ștefan (1648-1653) și cu susținerea financiară a ierodiaconului Mihail, a cărei tipărire s-a încheiat la 25 noiembrie 1650, acesta din urmă fiind îngrijitor de ediție și traducător3 . Una dintre aceste două Evanghelii (Lvov, 1722, 1743) era îmbrăcată în argint aurit, înfrumusețată cu pietre semiprețioase de culoare albastră verzuie și a fost dăruită mănăstirii de cazacii veniți de peste Nistru.
Conacul Apostolopulo din Saharna a fost ridicat în secolul al XIX-lea. La începutul secolului al XX-lea aici locuia inginerul Nicolae Apostolopulo, care era căsătorit cu Eugenia Bogdan, fiica boierului Ioan Bogdan din Cuhurești. În cimitirul Mănăstirii Saharna odihnesc osemintele boierului Nicolae Apostulopulo, care a fost și unul din cei mai mari mecenați ai mănăstirii. Monumentul de pe mormântul lui a fost executat de prietenul familiei Apostolopulo, celebrul sculptor Alexandru Plămădeală. În anul 1927 în incinta conacului funcționa Școala de viticultură și pomicultură, care și-a continuat activitatea până în anii ’60. În anii 1970-1980 aici au fost transferate, pe rând, Spitalul invalizilor din cel de-al Doilea Război Mondial din Tiraspol și Școala-colonie pentru fete din Dubăsari. După 1990, mai multe persoane particulare au încercat să cumpere complexul care a ajuns într-o stare deplorabilă.

## Monumente ale naturii

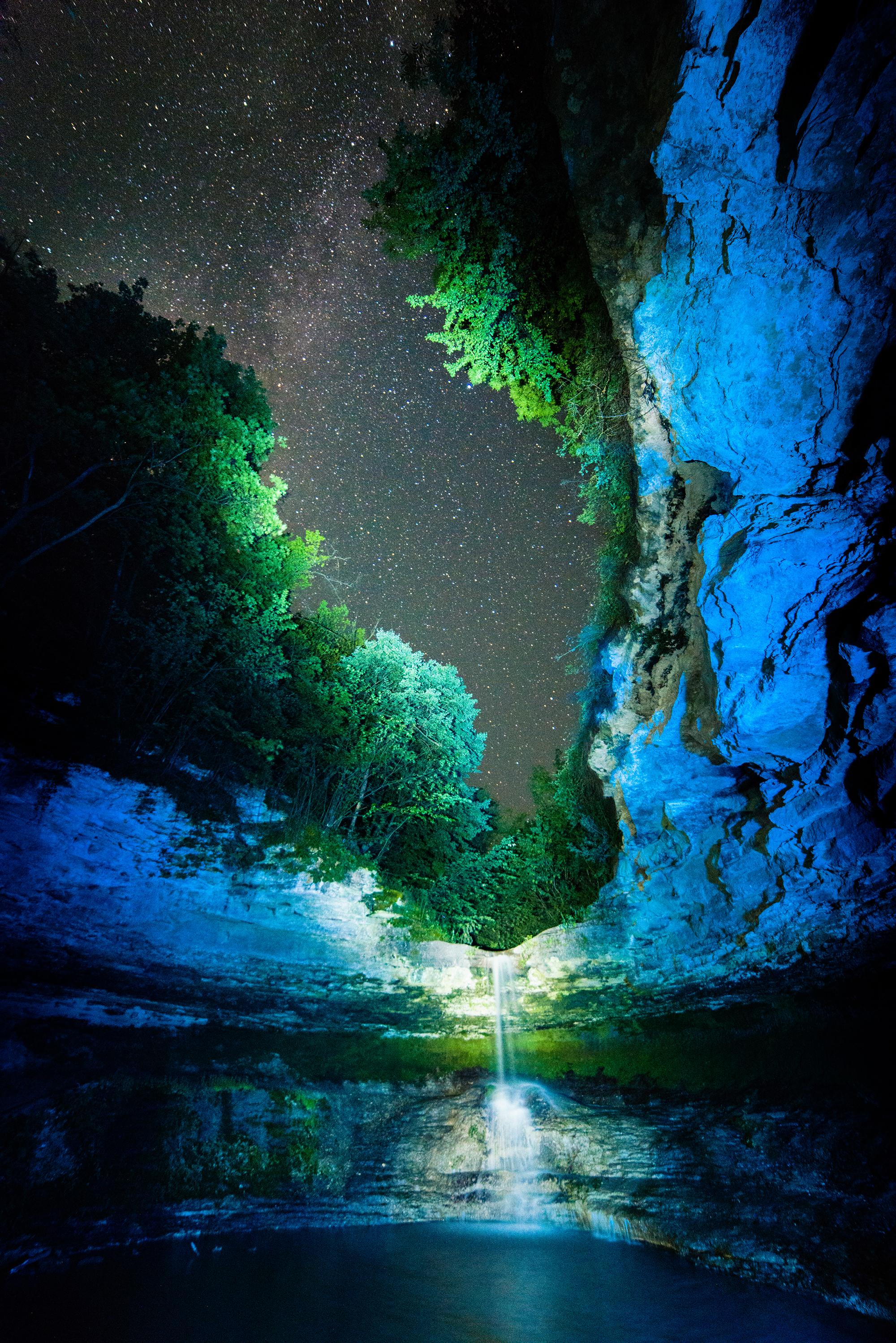
Una dintre cascadele pârâului Saharna, printre cele mai mari.

Rezervația peisagistică Saharna este situată în partea de nord-vest a satului Saharna, pe malul drept și foarte stâncos al fluviului Nistru. Râulețul Saharna cu o lungime de 16 km își ia începutul la nord-vest de satul Cinișeuți, traversând terenurile lutoaso-nisipoase ale depunerilor sarmatice medii, iar apoi se îndreaptă printre depunerile recifo-calcaroase, formând în calea sa 22 de cascade (praguri). Cea mai mare cascadă este „Groapa țiganului”, unde apa cade de la o înălțime de 6 m, formând o groapă cu o adâncime de circa 10 m. Versanții defileului sunt foarte frumoși, adăpostind peșteri și grote.
În componența rezervației sunt incluse partea de jos a râulețului Saharna cu cele 22 cascade (dispuse pe o lungime de 5 km), pădurea de pe versantul stâng (parcelele 17 – 23, 25 – 28); Saharna-Zemstva, (parcela 29), cu o suprafață de 674 ha.
Pe coastele versanților se întâlnesc arbori și arbuști: stejarul petrofit, teiul, cireșul sălbatic, arțarul, frasinul, măceșul, cornul, alunul, păducelul, scumpia ș.a.
Un interes deosebit prezintă fauna rezervației Saharna și anume coloniile de lilieci care numără 10 specii, două din ele fiind introduse în Cartea Roșie a Republicii Moldova:
- Rhinolophus hipposideros - o colonie de aproximativ 70 de indivizi;
- Myotis blythii - cîndva a fost o colonie de apr. 1000 indivizi. Acum au rămas circa 20;
- Myotis daubentonii - specie comună pentru aceste locuri;
- Myotis dasycneme - Specie rară pentru întreaga Europă. Saharna este unul din cele doua locuri unde se întâlnește această specie pe teritoriul Moldovei;
- Myotis mystacinus - specie relativ comună;
- Myotis nattereri - specie foarte rară în Europa. La Saharna a fost găsită doar o dată;
- Plecotus auritus - specie relativ rar întalnitî la noi din cauza modului de viață specific;
- Plecotus austriacus - specie comună în Moldova și în Saharna în particular;
- Eptesicus serotinus - specie comună la noi;
- Barbastella barbastellus - în Saharna se află unica colonie a acestei specii in Moldova.

Un farmec aparte îi conferă rezervației prezența pupezei întâlnită des aici, care ne readuce pe potecile copilăriei. Tot aici mai pot fi întâlnite și mierla-de-piatră, ciocănitoarea verde, buha mare ș.a. În această rezervație au condiții prielnice pentru viață colonii de fazani, multe căprioare, mistreți, iepuri, vulpi, jderul de piatră, bursucul.
Defileul Saharna
Oamenii de știință compară versanții defileului rezervației cu o carte deschisă, în care pot fi „citite” multe lucruri despre trecutul preistoric al ținutului nostru – despre relief și mișcarea scoarței pământului, despre flora și fauna dispărută. În stâncile versanților sunt multe peșteri și grote care au servit adăposturi în situațiile grele înaintașilor noștri.

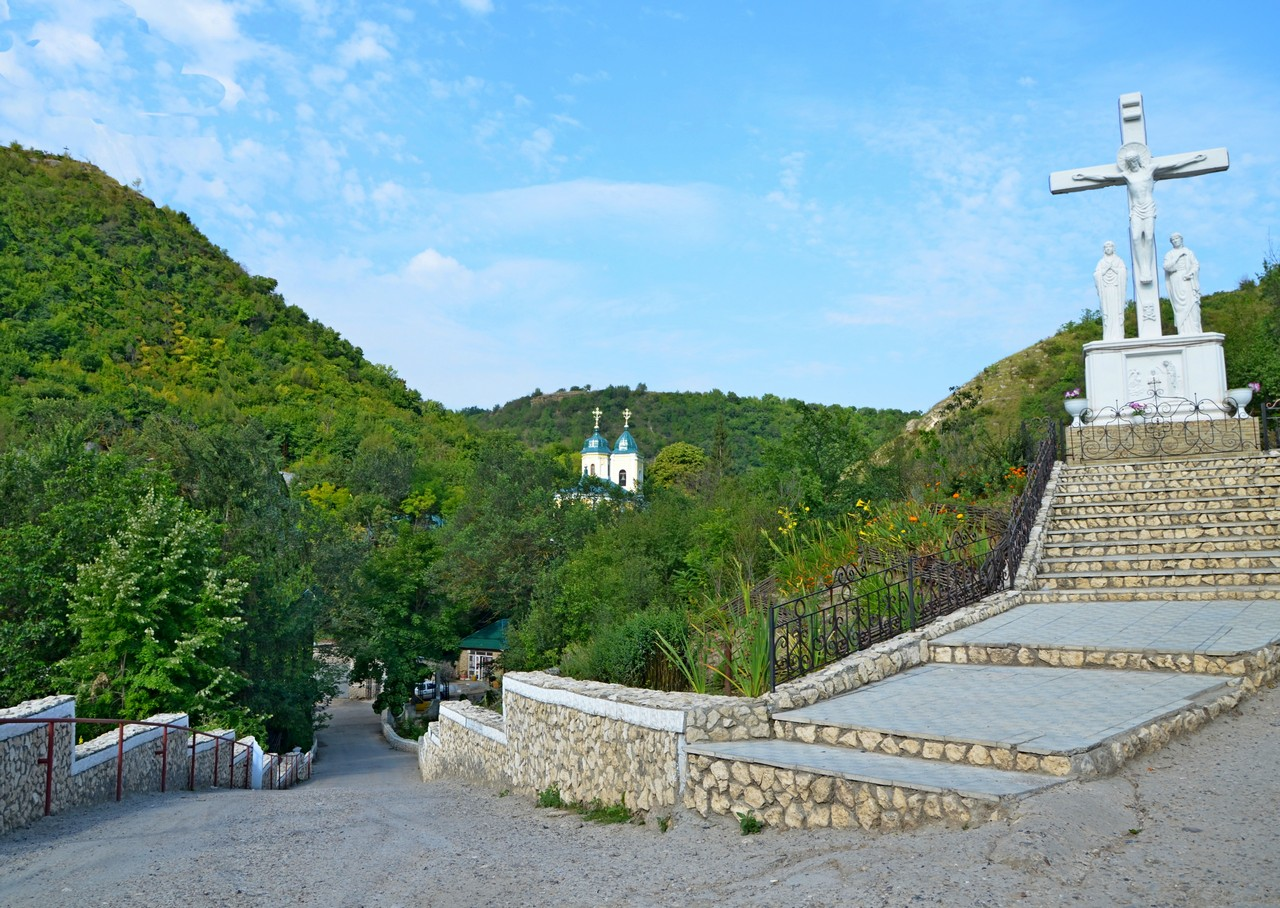
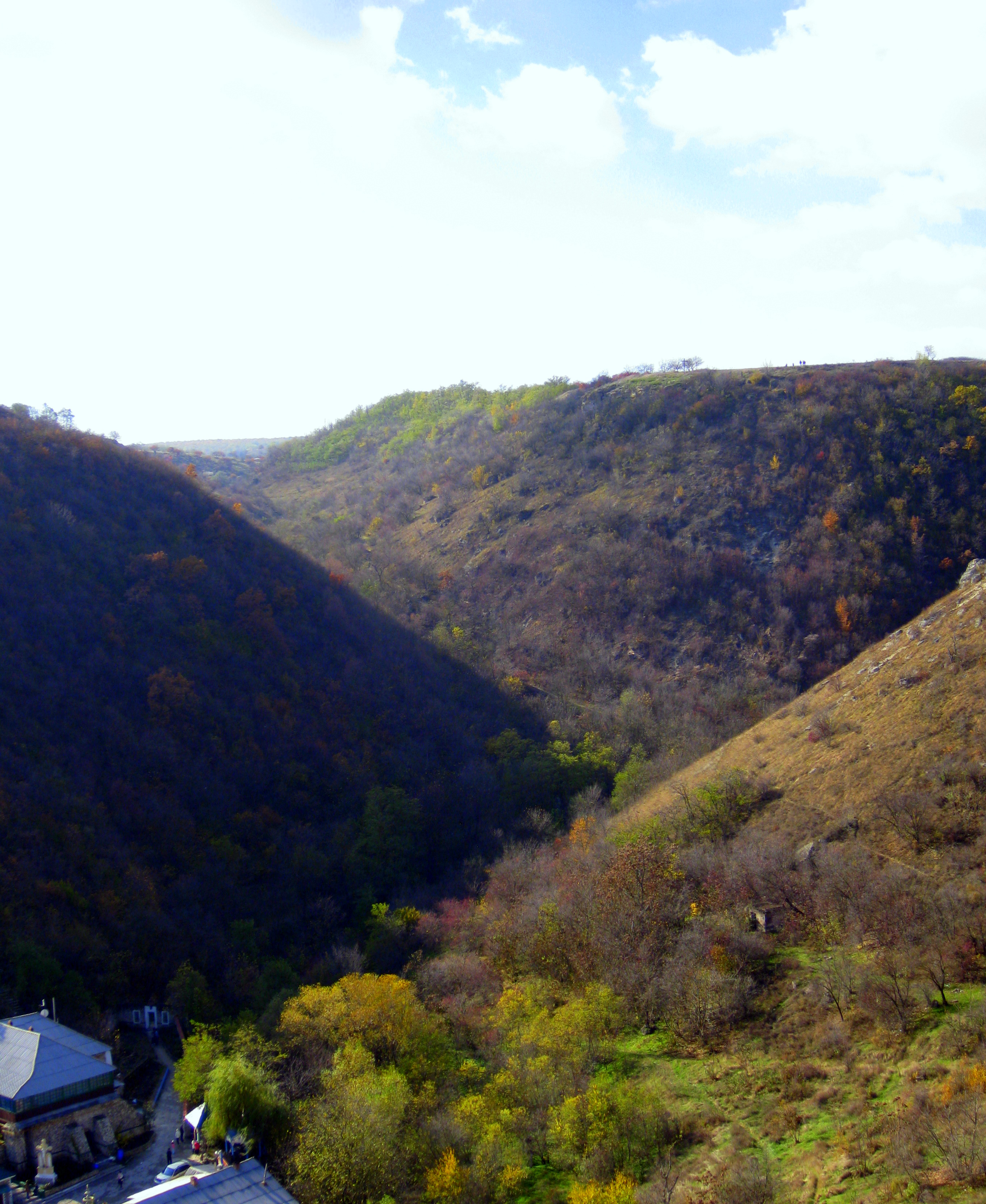
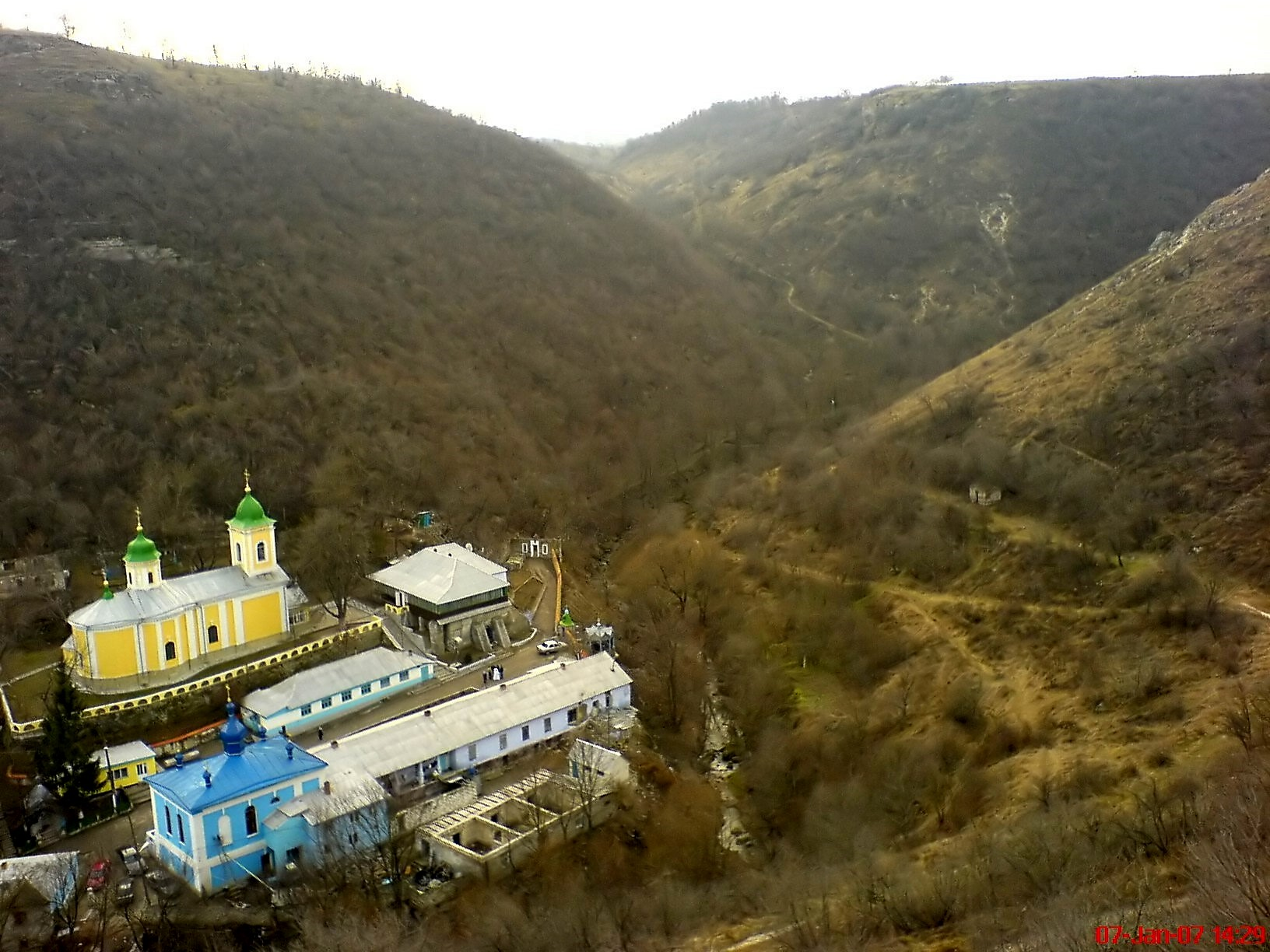
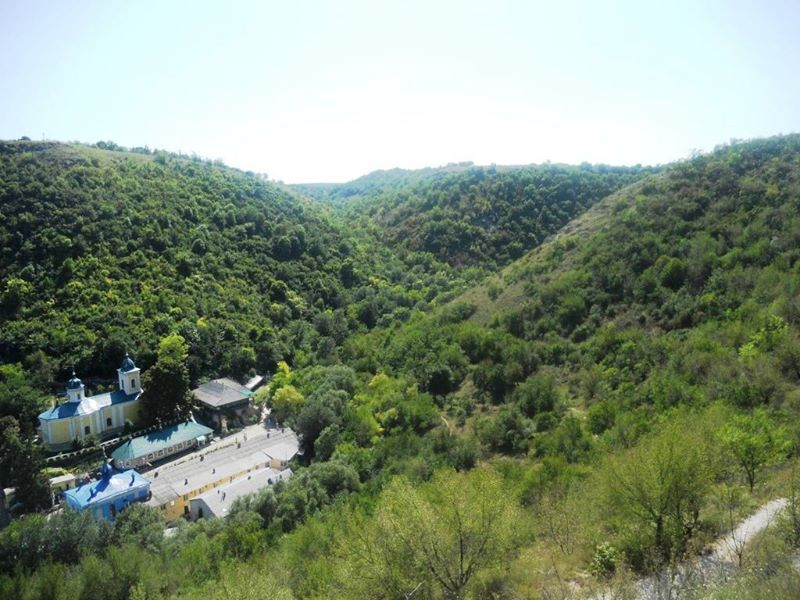
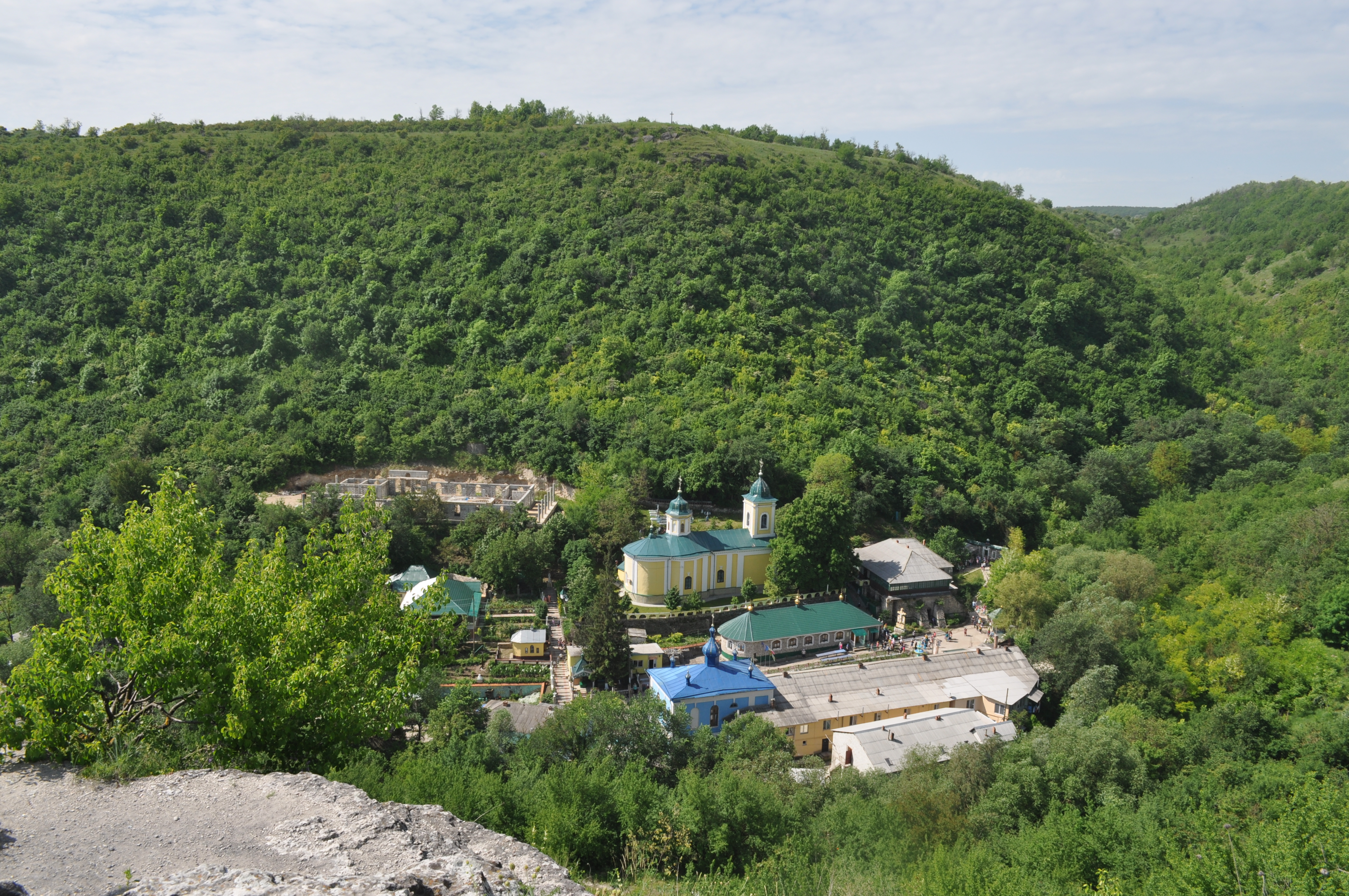
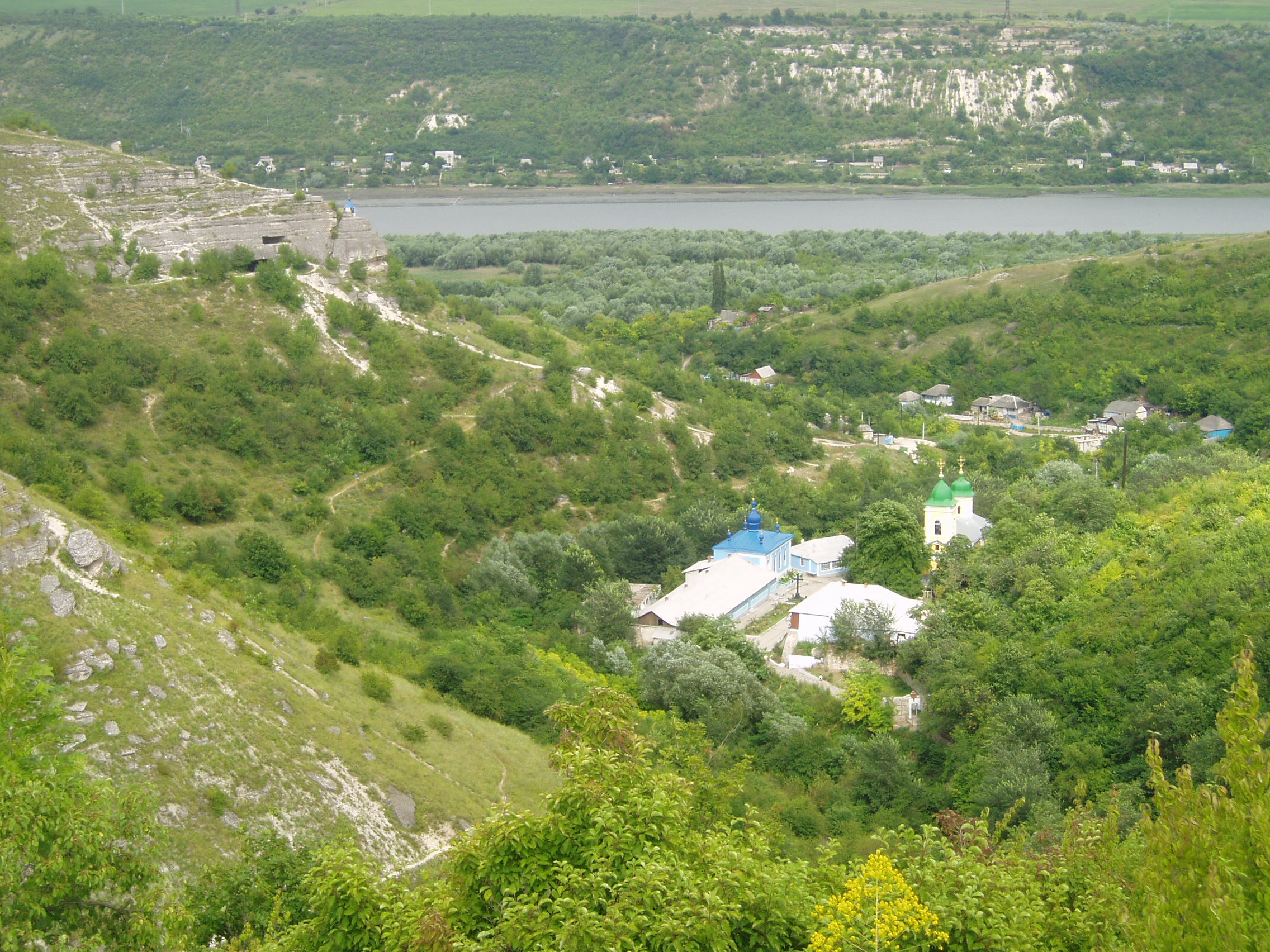

La intrarea în defileu dinspre Nistru pe o pantă opusă mănăstirii, se înalță o stâncă cenușie aidoma unui castel. Această iluzie optică apare, cînd privești stânca de jos. În pereții ei negresc „ferestrele”, săpate de tăietorii de piatră. Această stâncă are un nume inexplicabil, de basm, inventat, se vede că, în vremuri îndepărtate – Grimidon. Se presupune că în stânca Grimidon ar fi existat o mănăstire, săpată în secolul al XII-lea într-o peșteră naturală lărgită până la dimensiunile unei locuințe. „Izvorul Minunilor”, apă căruia are și proprietăți curative prezentă un interes deosebit pentru vizitatori. Este situat în apropierea punții care duce spre mănăstirea rupestră.

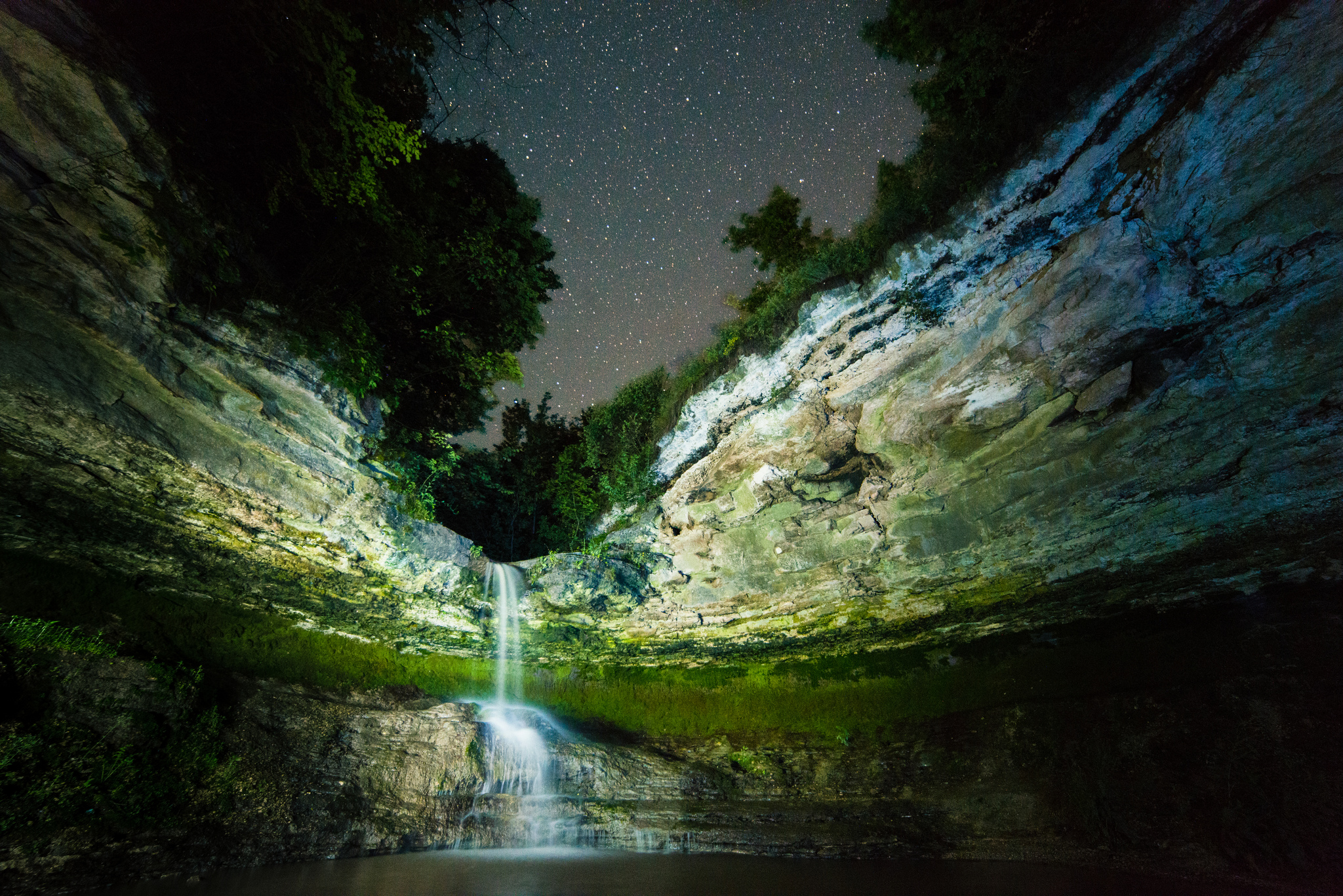
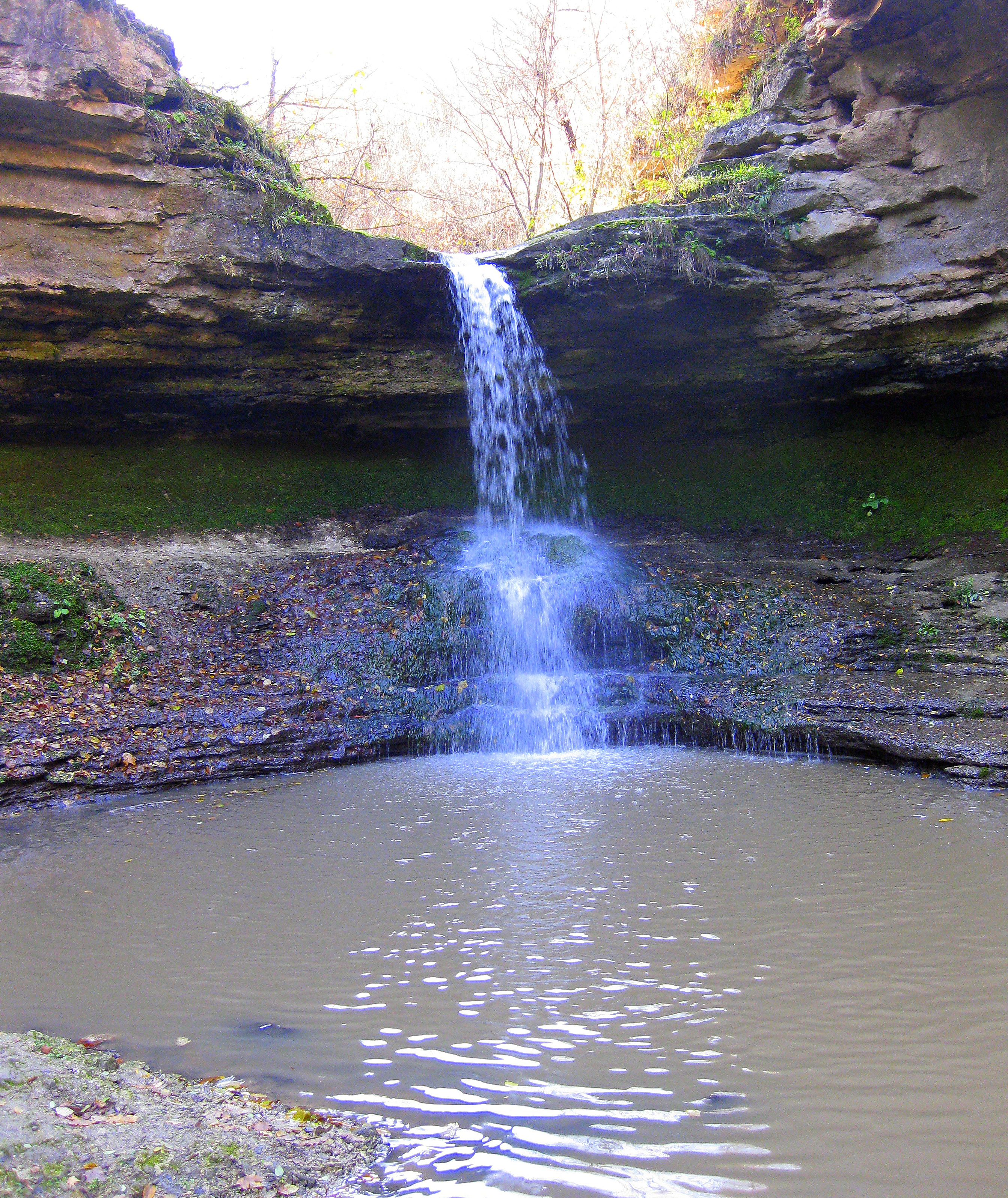
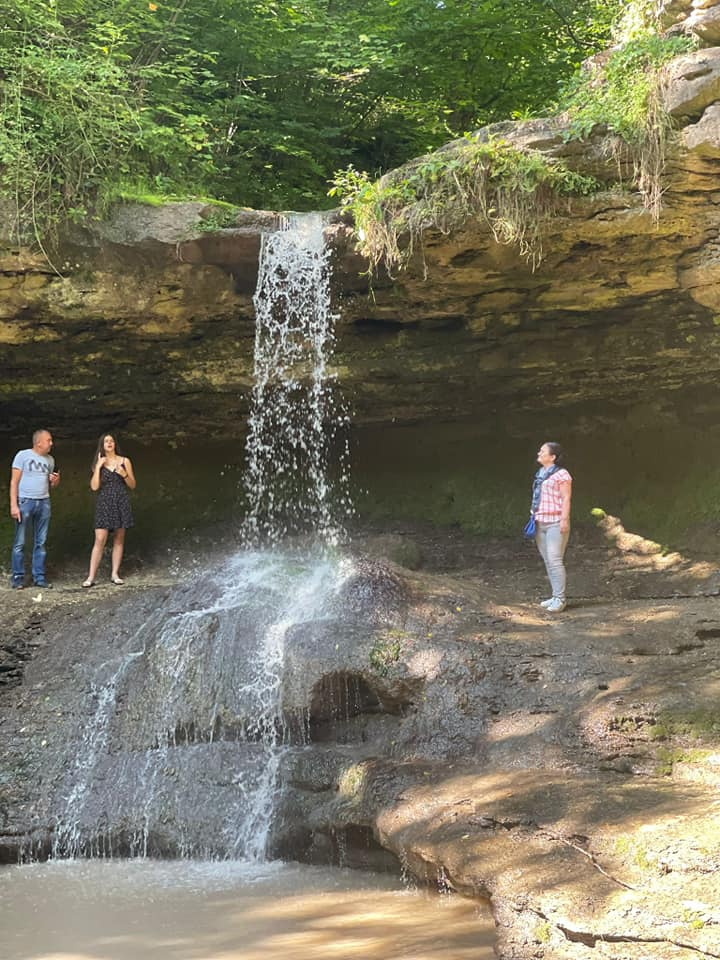
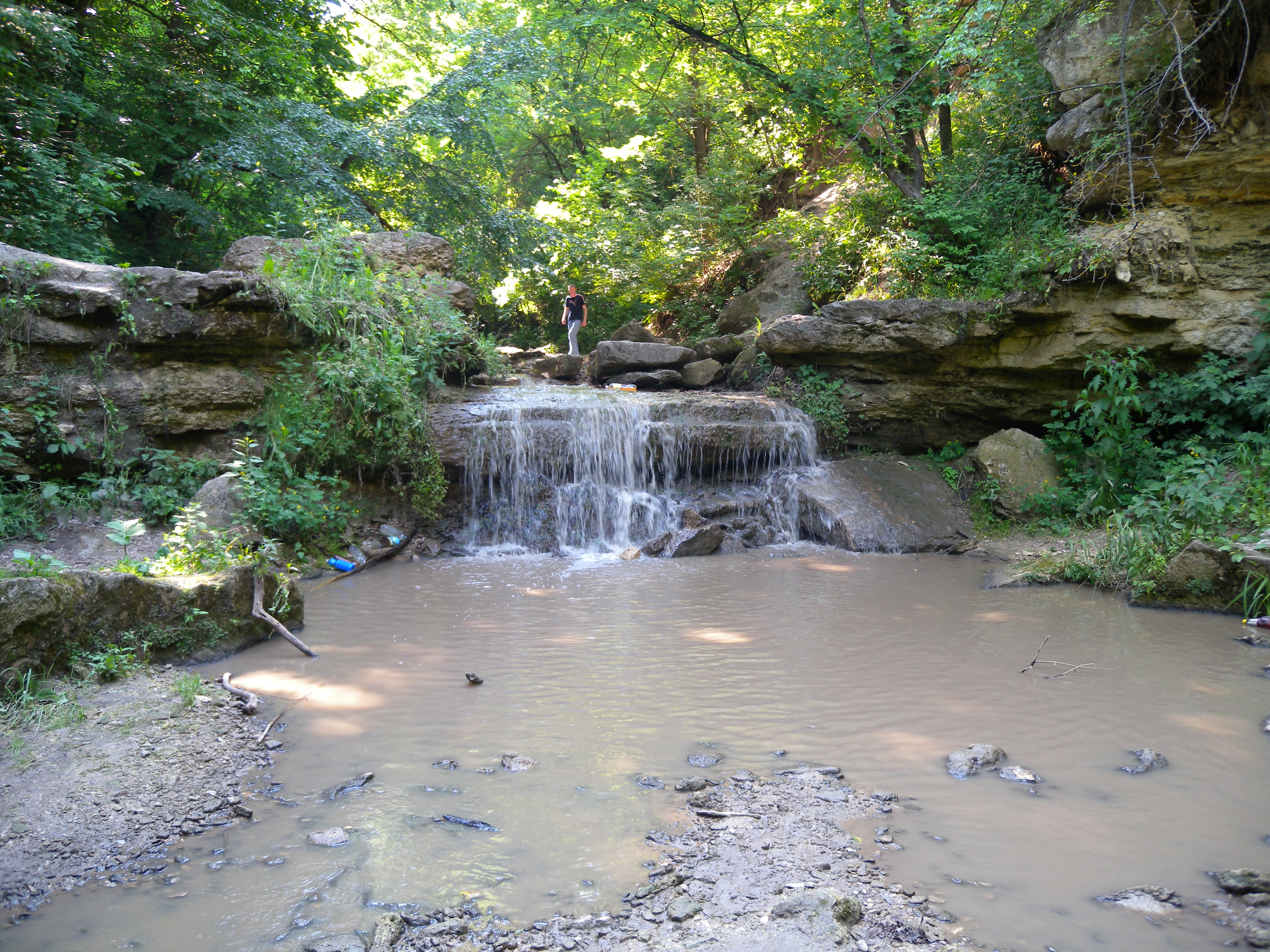
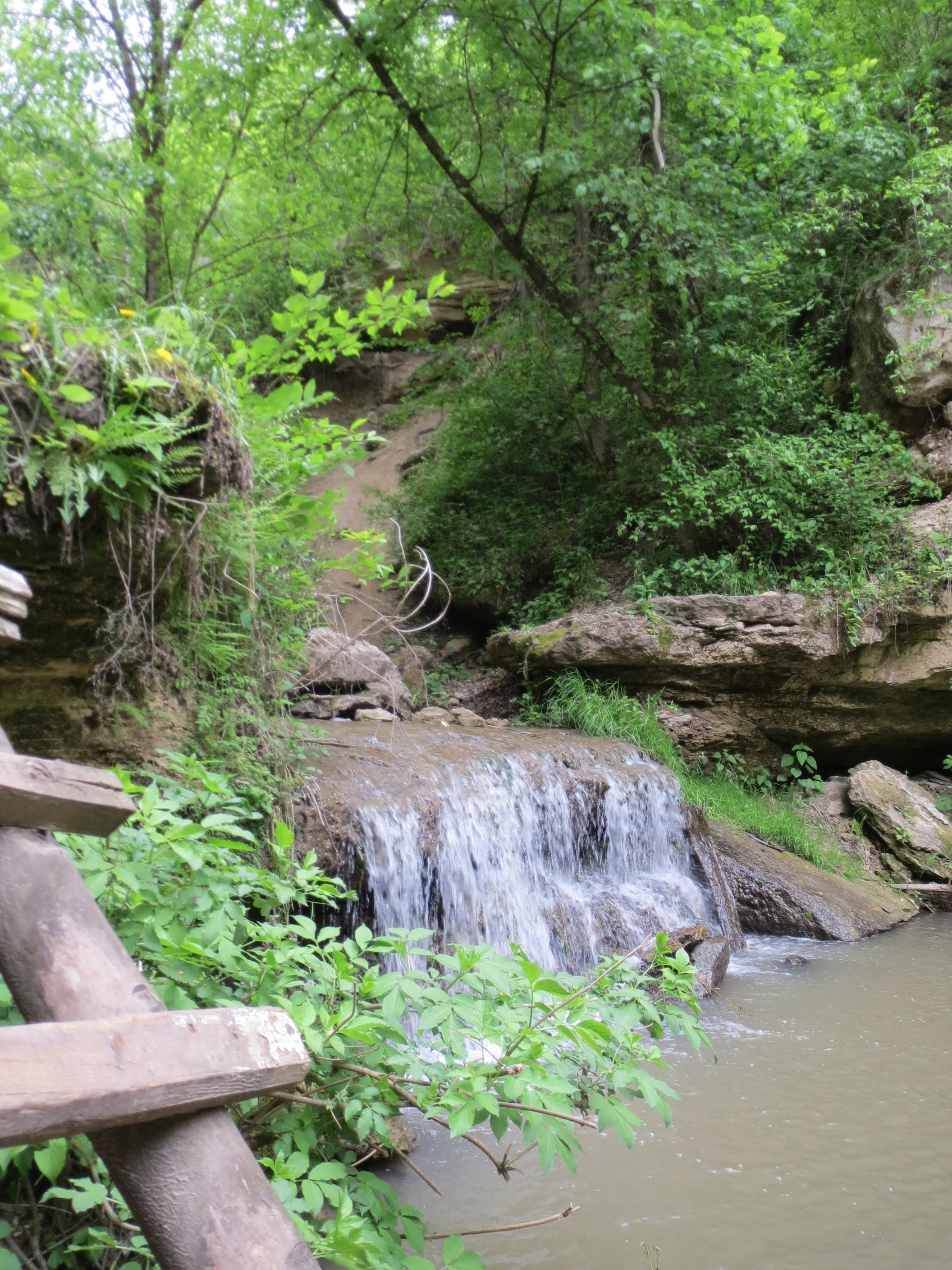
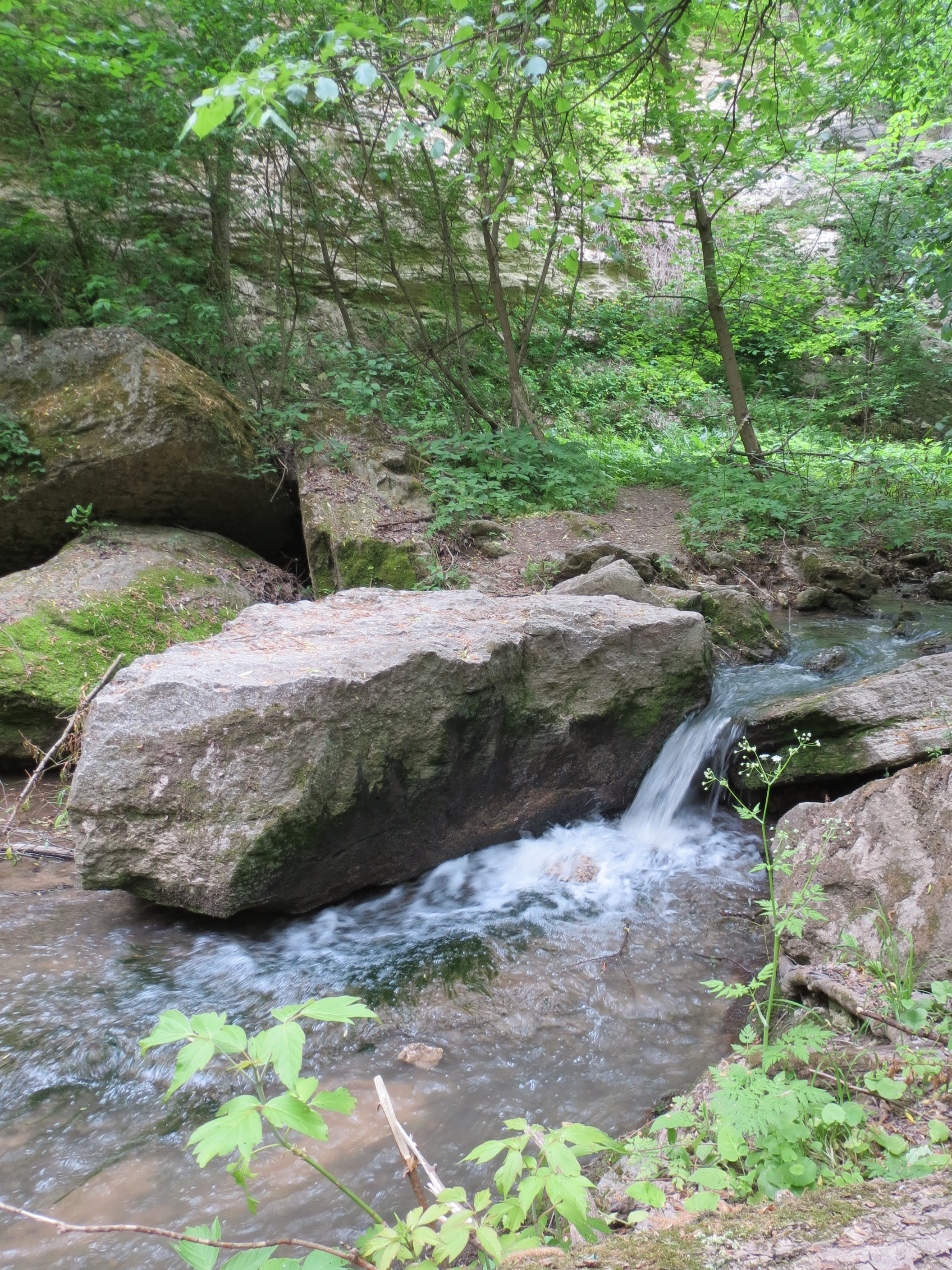

Cascadele

### Izvorul cu apă tămăduitoare

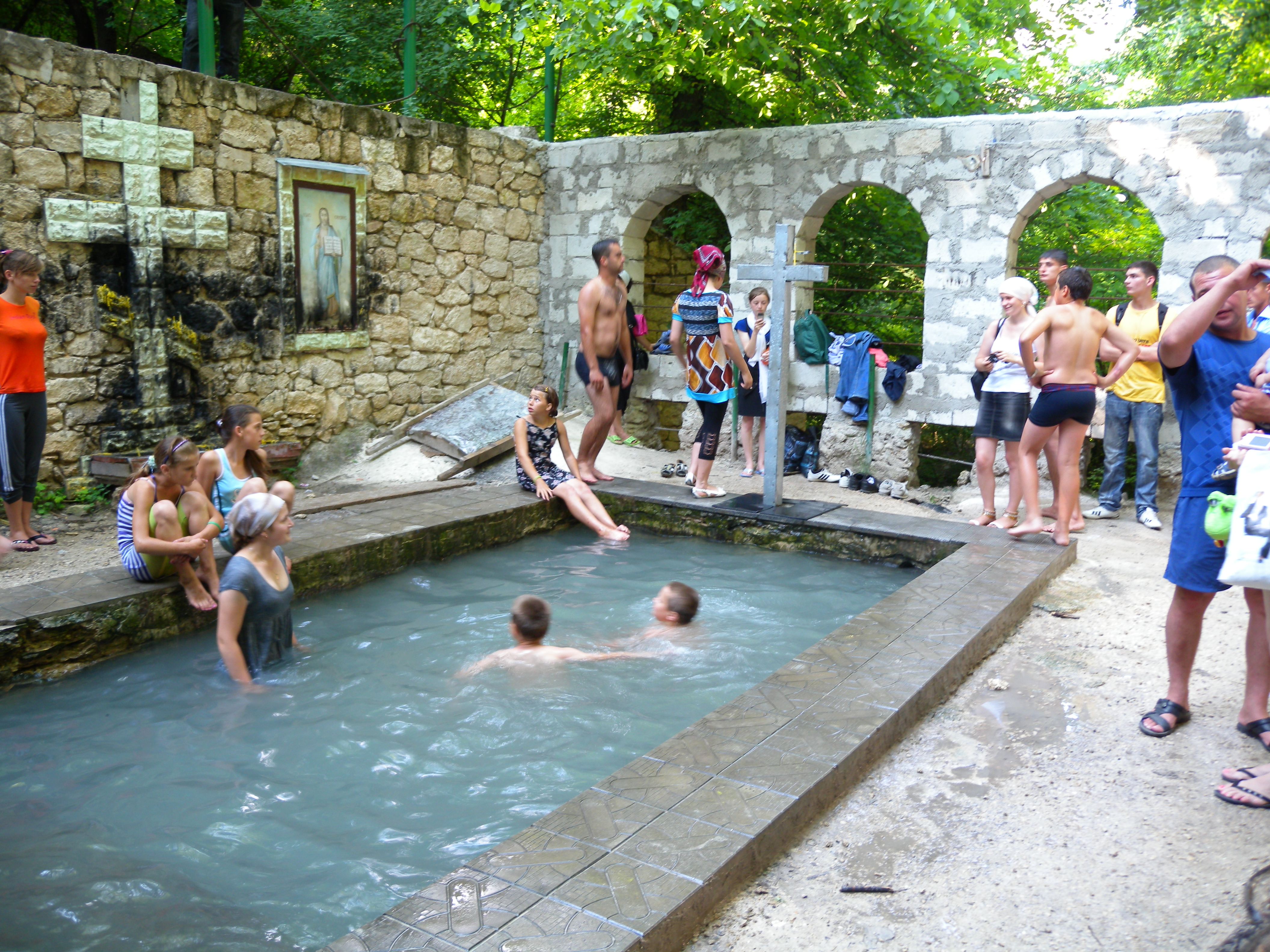
Izvorul și bazinul mănăstirii

Nu departe de mănăstire, paralel cu cărarea, care duce spre mănăstirea rupestră, puteți găsi izvorul cu apă tămăduitoare. Acest izvor a fost construit chiar lângă locul unde, după cum spun bătrânii, era „Izvorul lui Vavila”, izvor, care iarna avea apa foarte caldă. Apa „Izvorului Minunilor” de azi, în mod miraculos ajută multor oameni, vindecând boli sufletești și trupești. Din această cauză lângă izvor a fost construit un bazin special pentru scăldat. Și pentru că este un izvor, care aduce oamenilor tămăduire și mari speranțe, scăldatul în el presupune niște reguli aparte:
- femeile se scaldă îmbrăcate în cămăși lungi sau halate;
- bărbații se scaldă în chiloți sau sorți;
- îmbrăcămintea, în care vă scăldați trebuie să fie nouă sau cel puțin curată;
- fiindcă apa este foarte rece, copiii și bătrânii își pot spăla numai fața, mâinile și picioarele;
- înainte de a intra în apă se rostesc rugăciuni: „Tatăl nostru…”, „Născătoare de Dumnezeu Fecioară…”, „Apărătoare Doamnă…” sau altele, pe care le știți; afundările se fac până peste cap de 3, 7, 9, 12 sau 40 de ori.[7]

## Traseu turistic

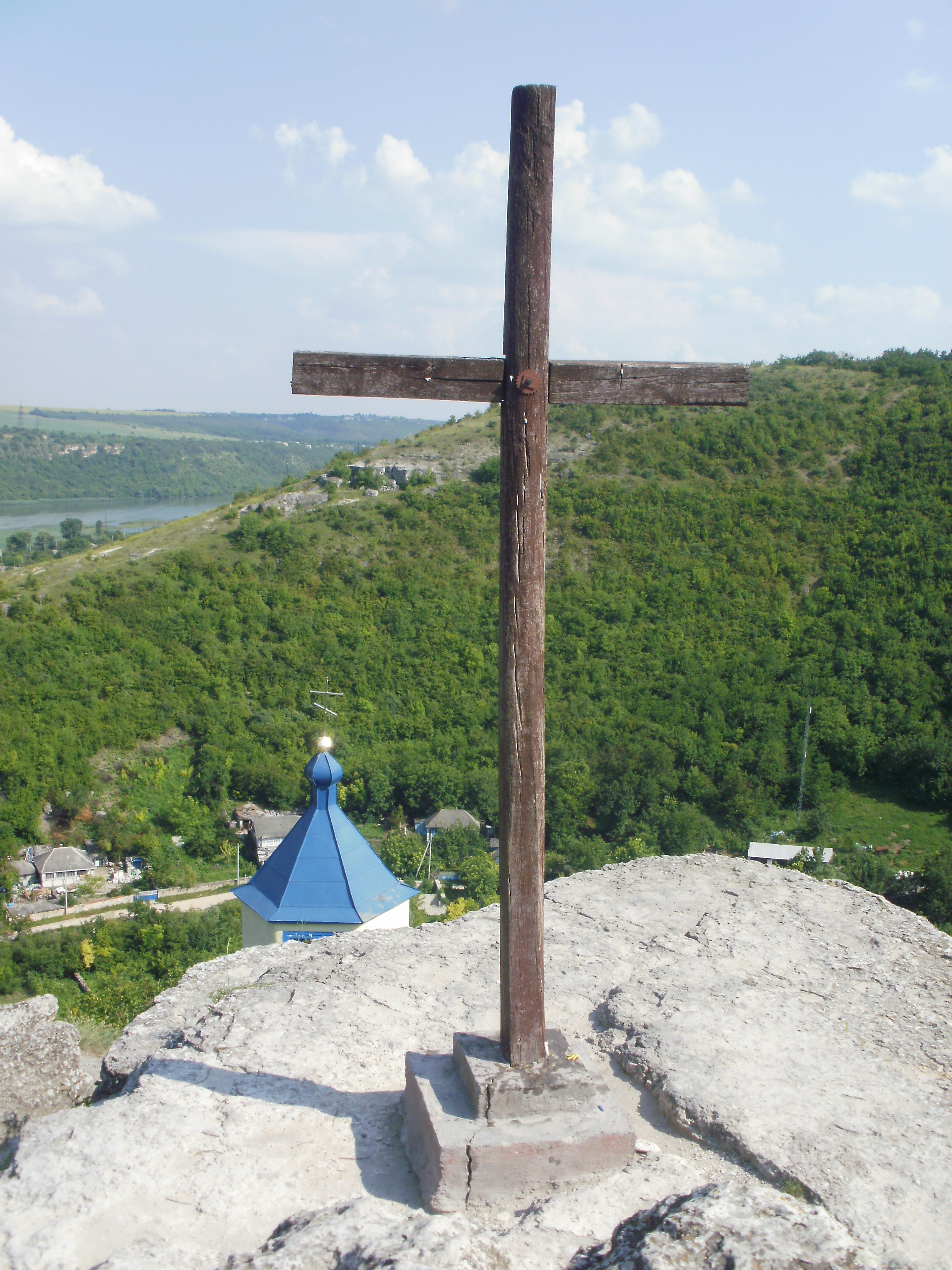
Vedere din vârf de stâncă

###### 6 obiective turistice unice
Pentru o vizită a Saharnei, trebuie să ajungeți la Rezina; recomand acest traseu. În Rezina veți găsi indicatorul spre Saharna abia după ce traversați tot centrul orașului. Iar mai departe, e simplu; luați-o pe malul Nistrului până la mănăstire. Locul mănăstirii este la poalele a trei dealuri, trei versanți destul de înalți de pe malul Nistrului. Am intrat pe teritoriul mănăstirii și primul obiectiv vizitat a fost Biserica „Sfânta Treime”.
1. Biserica datează din 1776, construită de către starețul Vartolomeu, după o revelație avută pe stânca Grimidon din apropiere. După ce am făcut un tur al Mănăstirii „Sfântul Nicolae” și al Mănăstirii „Sfânta Treime”, am văzut păunii și ne-am răcorit cu apă rece de la izvor, ne-am pornit mai departe, spre Mănăstirea Rupestră.
2. Nu se cunoaște data exactă când a fost săpată Mănăstirea Rupestră „Bunavestire”; cert este că e mult mai veche decât Mănăstirea Terestră (1776). Interiorul Mănăstirii Rupestre este plin cu icoane din diverse perioade și tot în apropiere sunt vechile chilii ale călugărilor.
3. Un alt obiectiv este Izvorul cu apă tămăduitoare. Acest izvor cu piscină a fost amenajat lângă locul unde, după cum spun bătrânii, era „Izvorul lui Vavila”, izvor care, iarna, avea apă călduță.
4. Mai departe se începe greul. Mergeți pe sub stânci, pe marginea râulețului Saharna, și ajungeți la Cascada „Groapa Țiganului” cu o înălțime de 5 metri. Incredibil de frumos; vara este răcoare, umed și totul verde, dar și multă mizerie lăsată de pelerinii-călători.
5. După o primblare plăcută, încurajați-vă pentru un traseu mai greuleț. Urcați o altă stâncă, pentru a ajunge la Cetatea Geto-Dacică. Drumul este anevoios, pentru cei obișnuiți cu fotoliul de la birou; iar acolo sus, pe platou, vă așteaptă dezamăgirea – doar un mic monument care marchează locul fostei cetăți.
6. Faceți cale întoarsă, ieșiți de pe teritoriul mănăstirii și urcați pe Stânca Grimidon. Un altar micuț închinat Maicii Domnului este amplasat pe vârf de stâncă, conform legendei. Sus pe o piatră a rămas "Urma Maicii Domnului", o dovadă că mănăstirea a fost construită cu har divin. 
În cadrul vizitei de lucru în raionul Rezina, prim-ministrul Pavel Filip a vizitat Mănăstirea Saharna. În discuțiile cu cetățenii comunității locale, Pavel Filip a evidențiat necesitatea dezvoltării obiectivelor culturale și istorice ale Republicii Moldova, modernizarea infrastructurii acestora și crearea condițiilor de atragere a turiștilor.
În context, premierul a apreciat că valorificarea patrimoniului turistic rural va avea un impact pozitiv asupra economiei naționale și va contribui benefic la promovarea imaginii de țară pe plan internațional. În același timp, Pavel Filip a menționat necesitatea reparării și promovării obiectivelor de interes pentru turiști și a vorbit despre dezvoltarea infrastructurii adiacente și crearea condițiilor necesare pentru ca numărul vizitatorilor locali și străini să crească.

## Atracții turistice

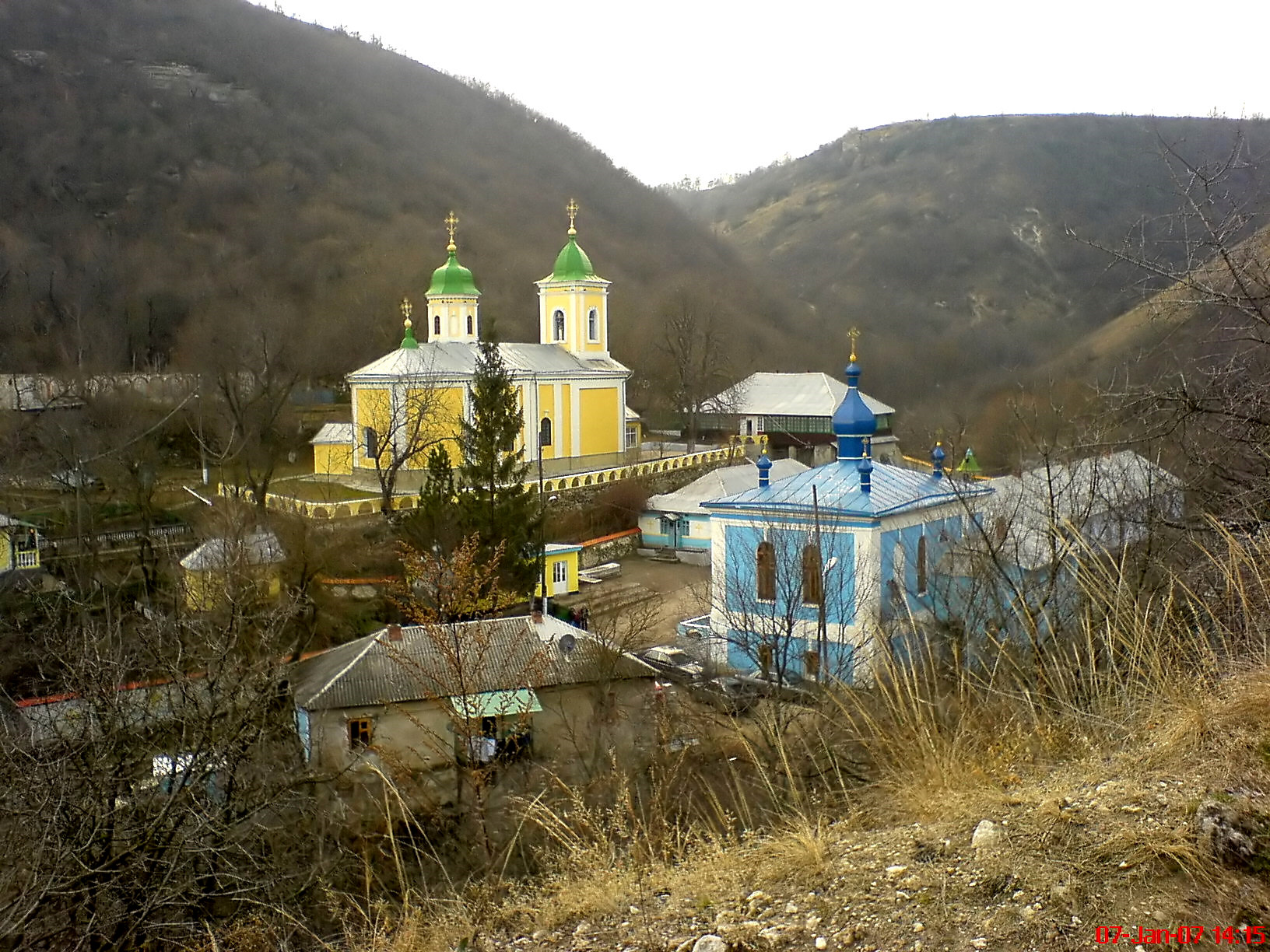
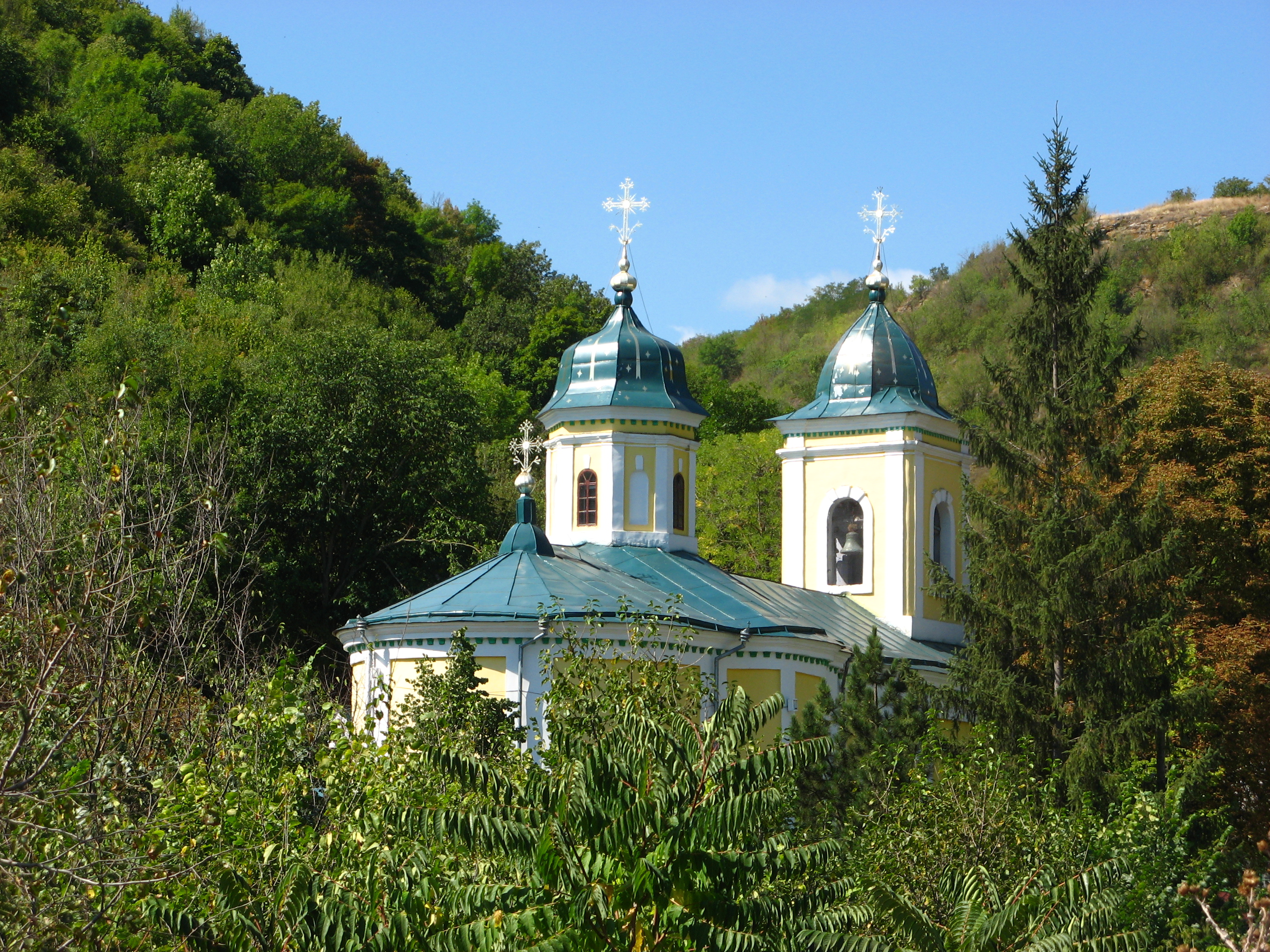
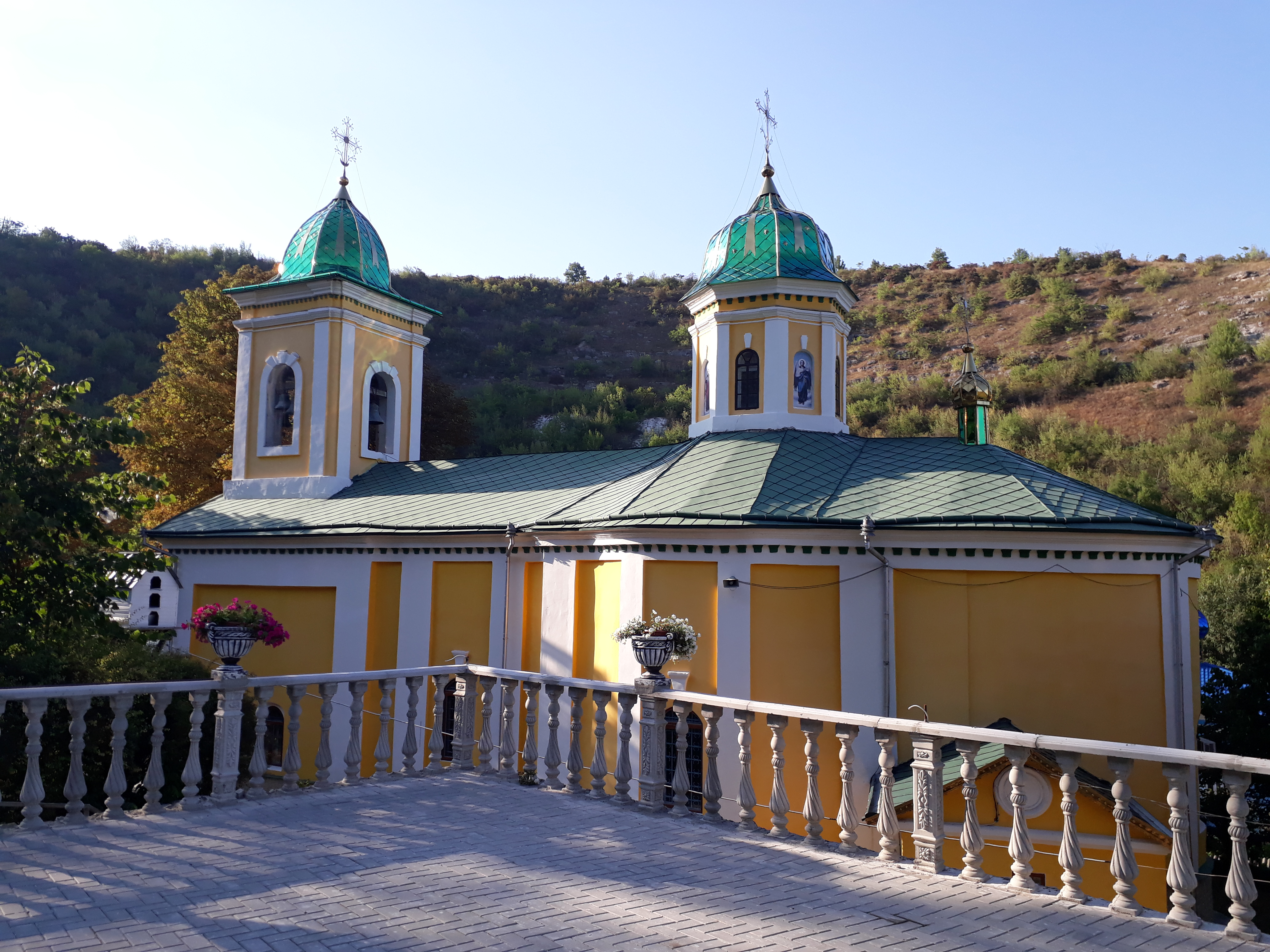
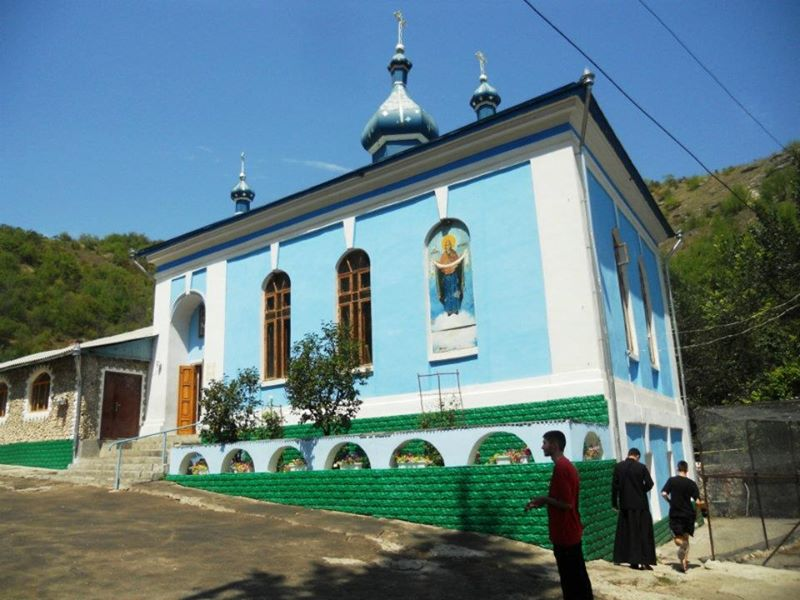
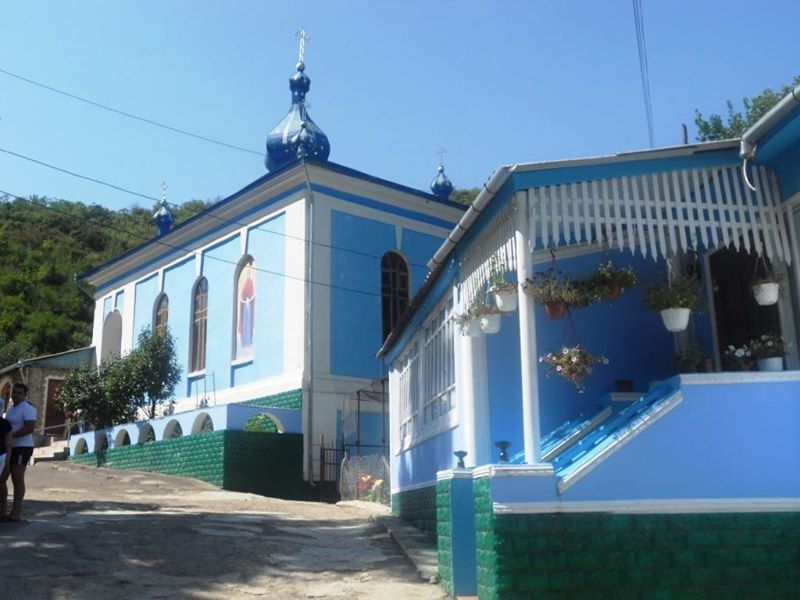
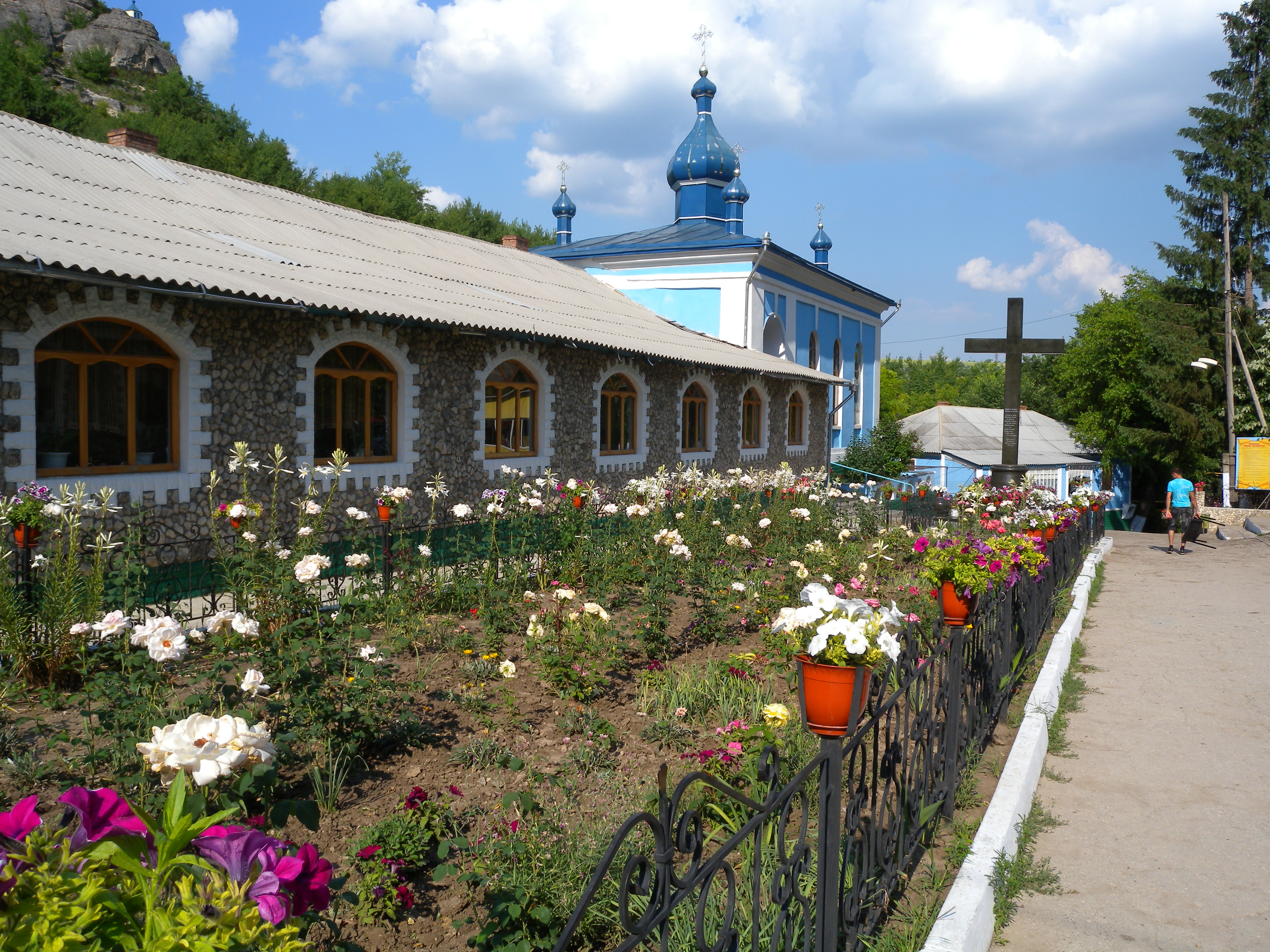
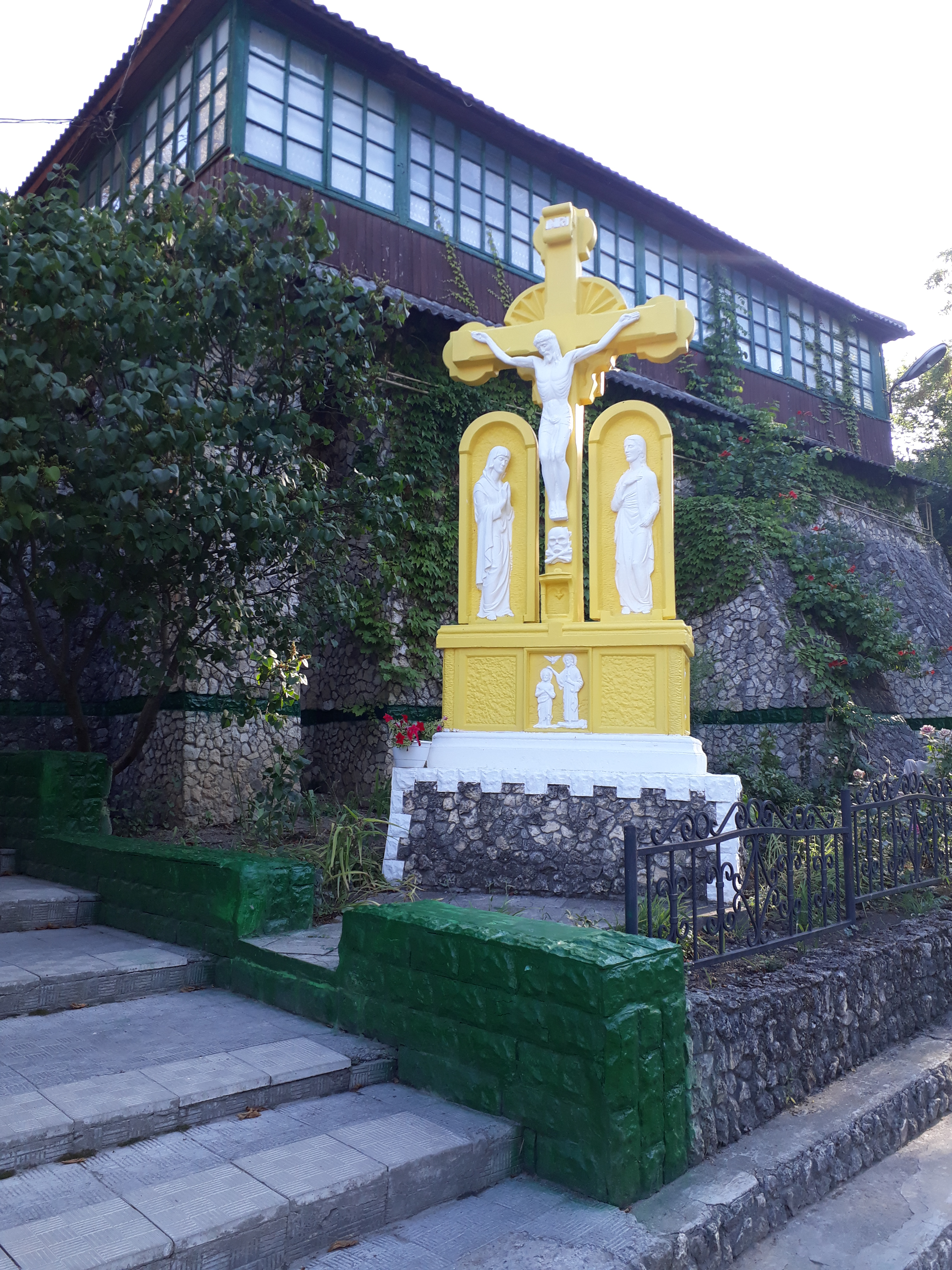
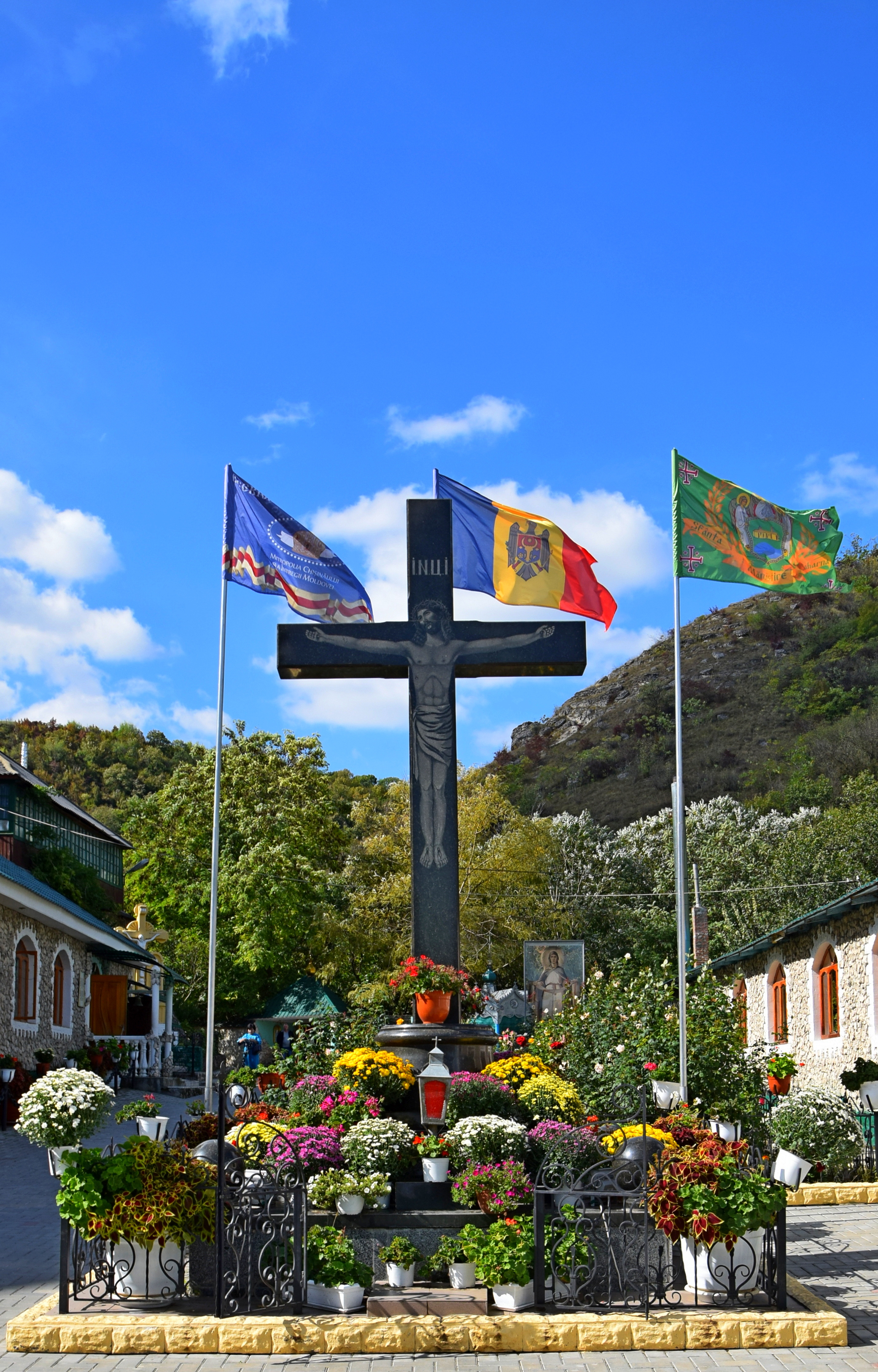

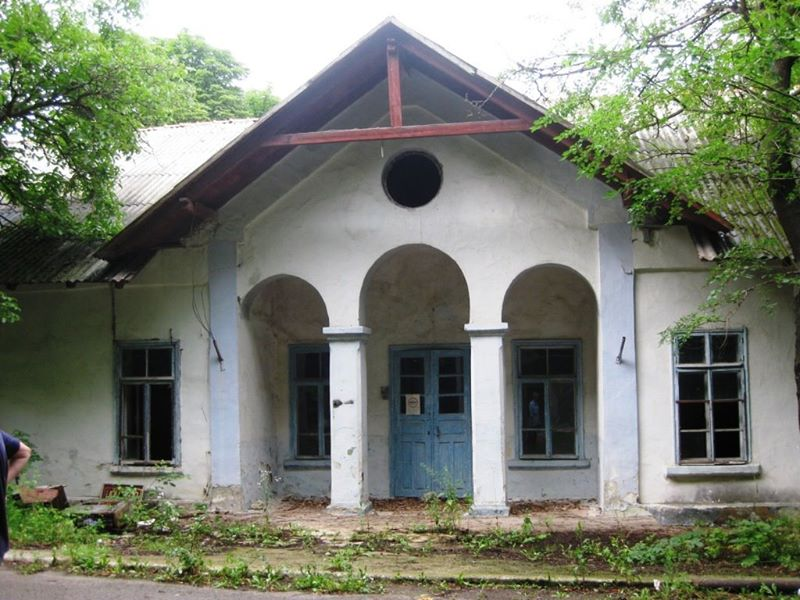
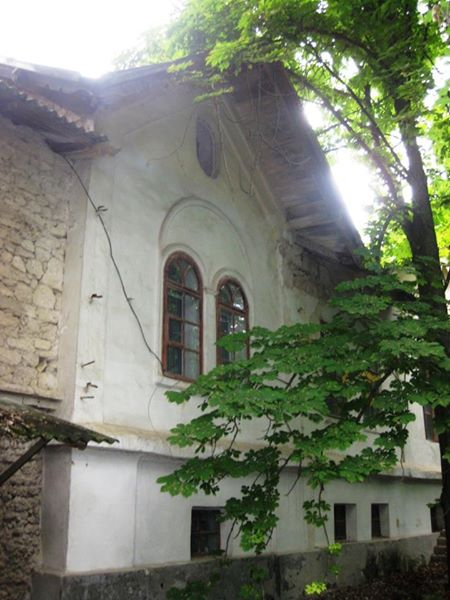
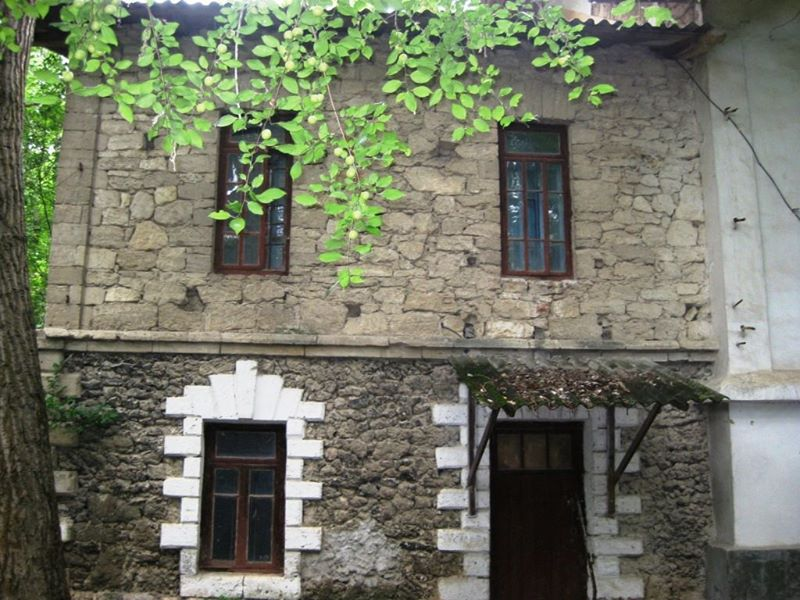
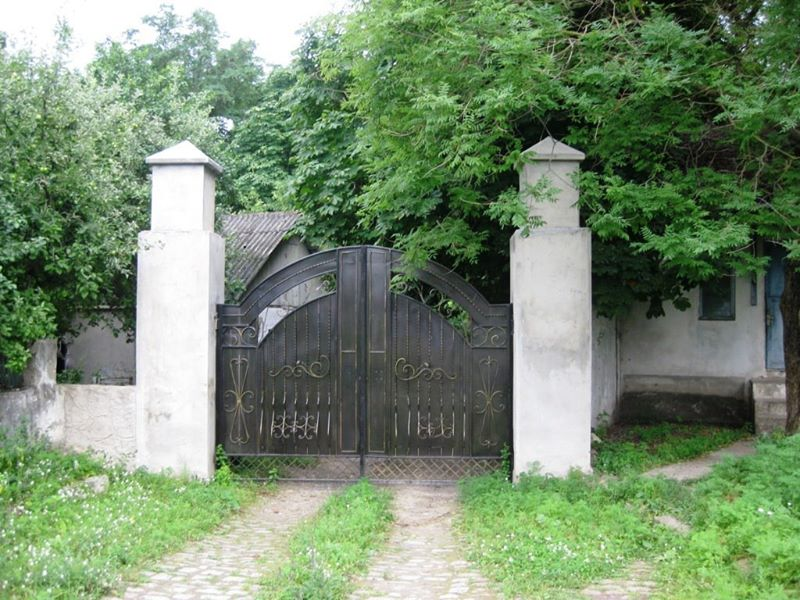
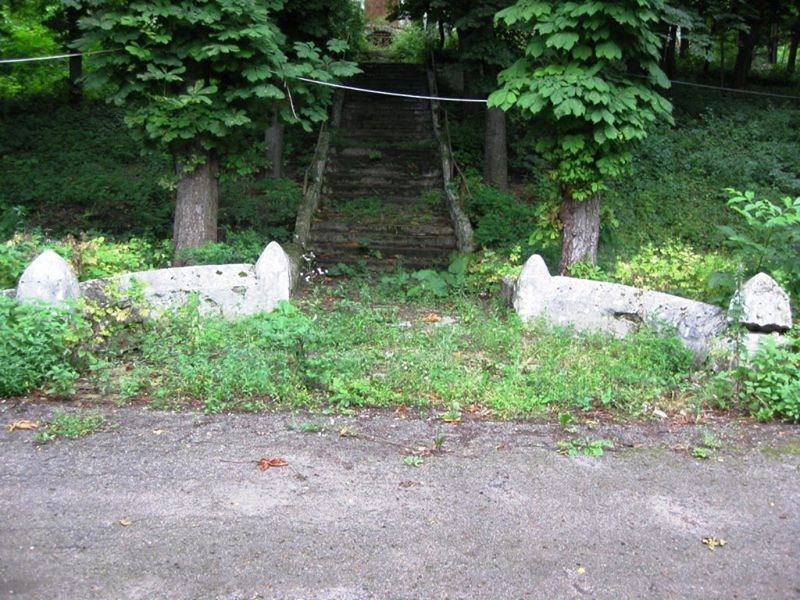
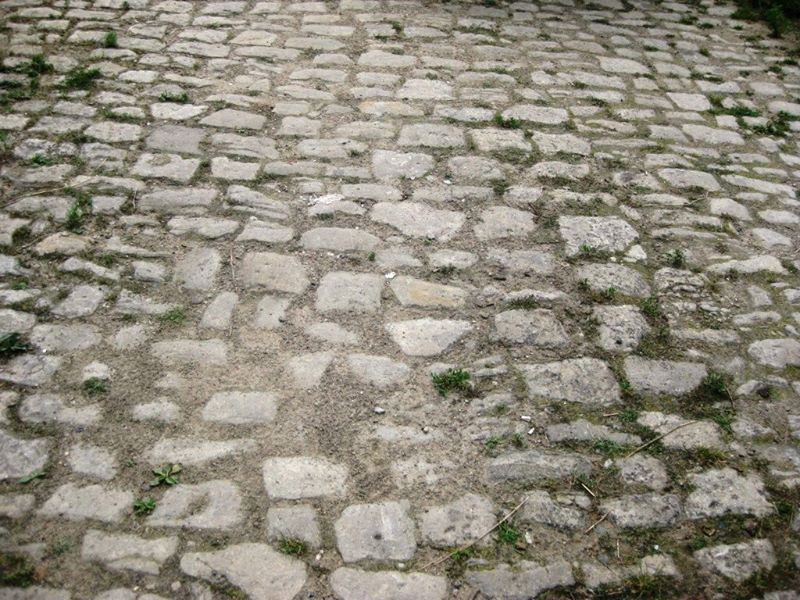

Mănăstirea Saharna
Conacul Apostolopulo
Natura

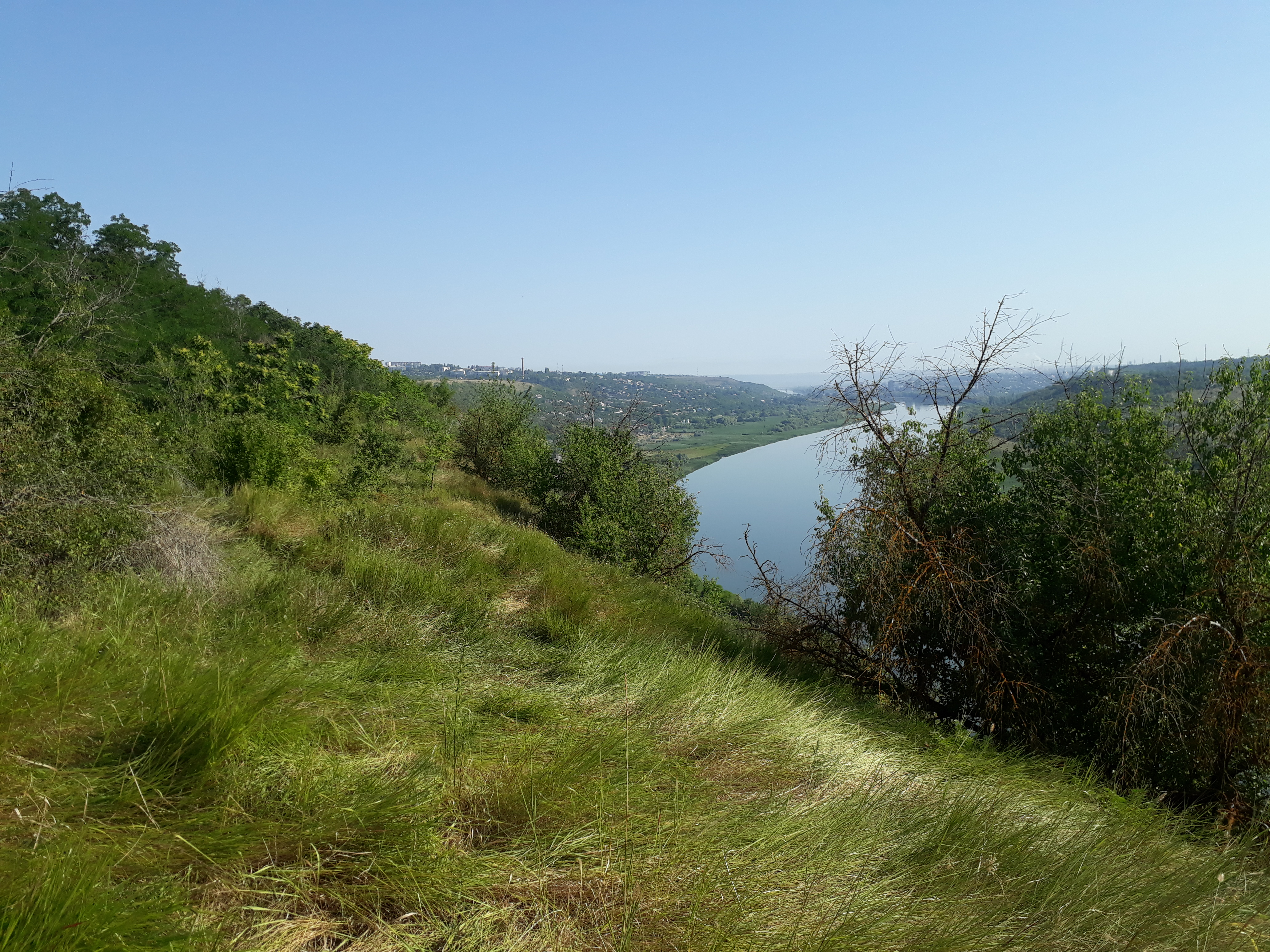
Vedere spre Nistru
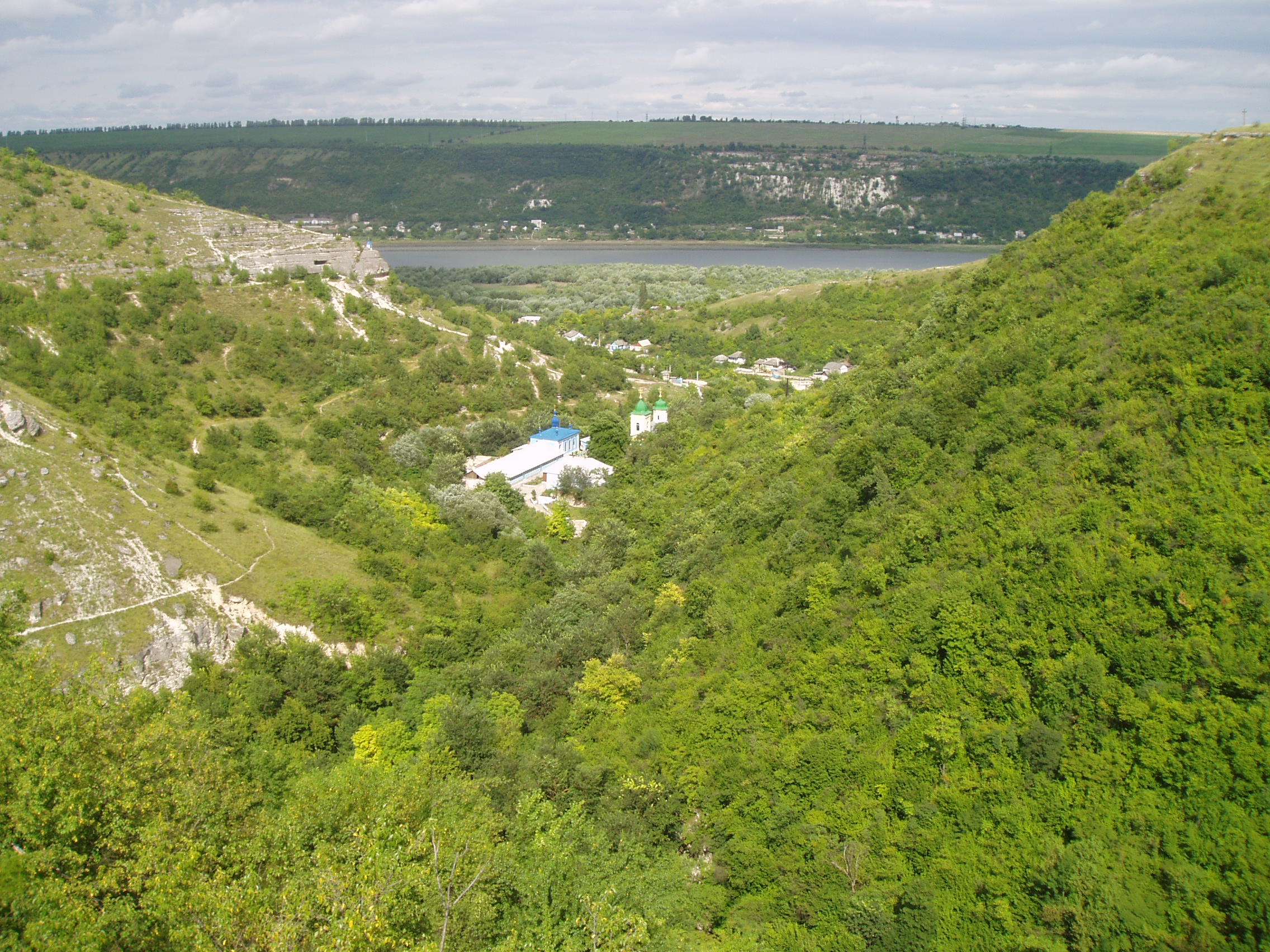
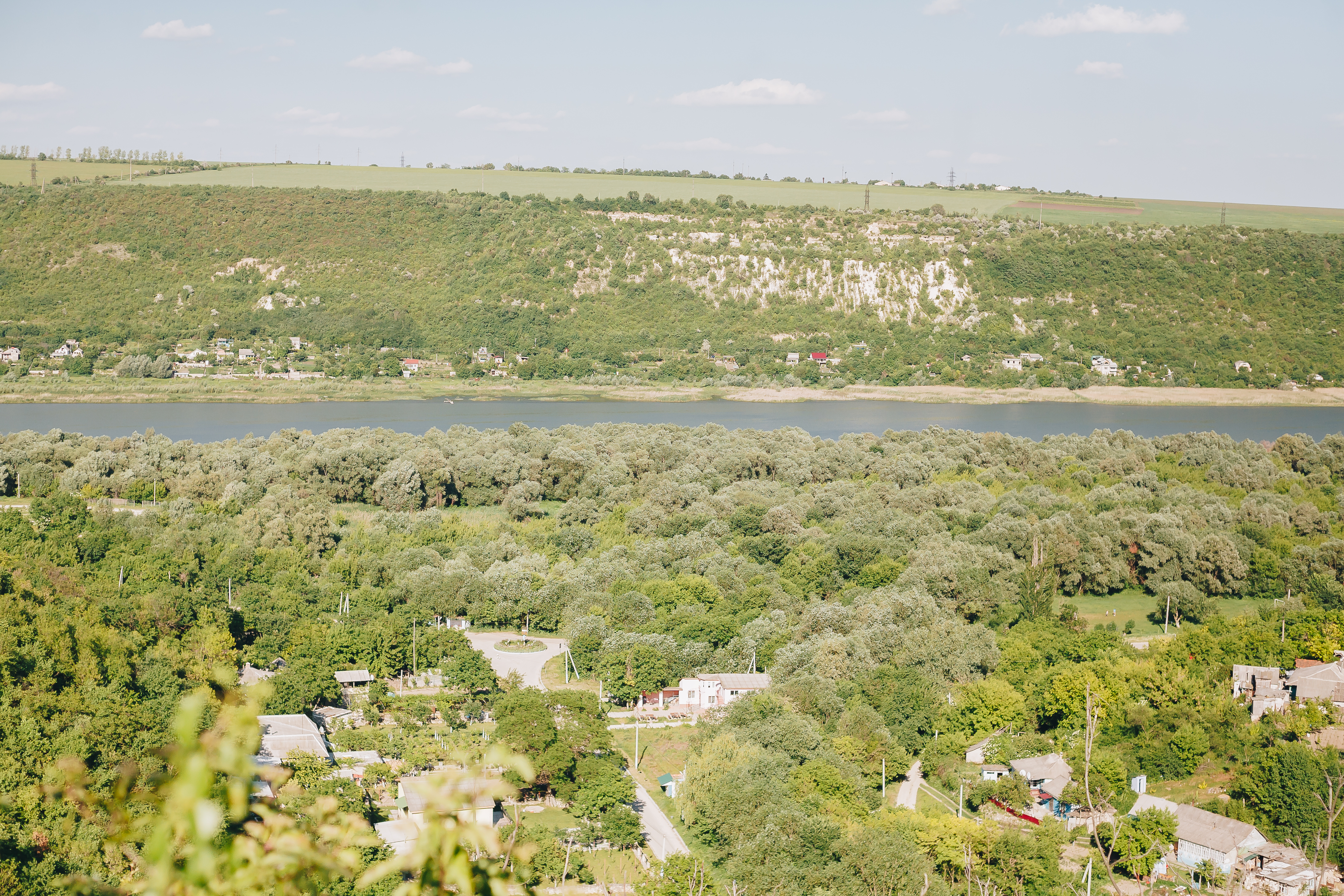
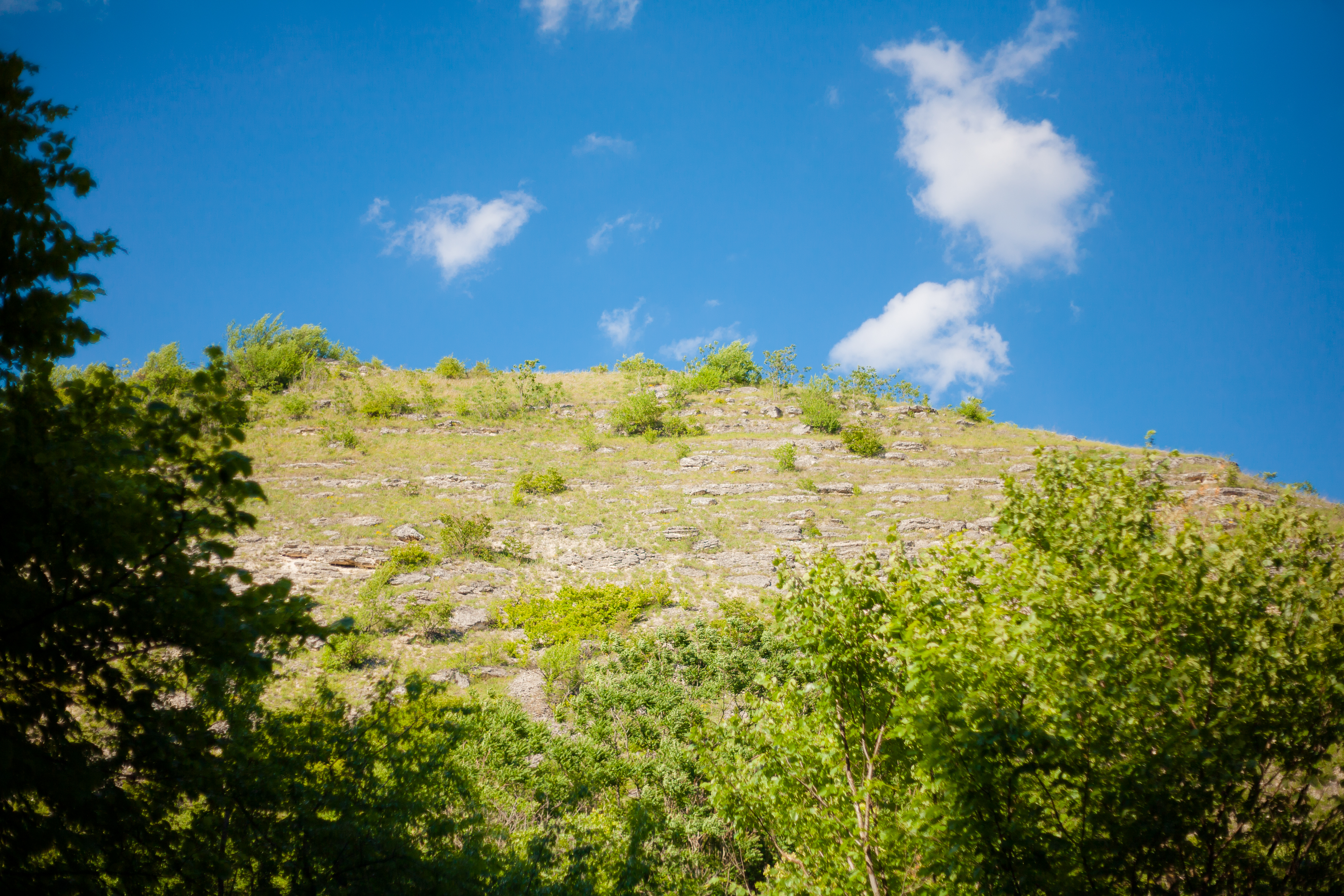
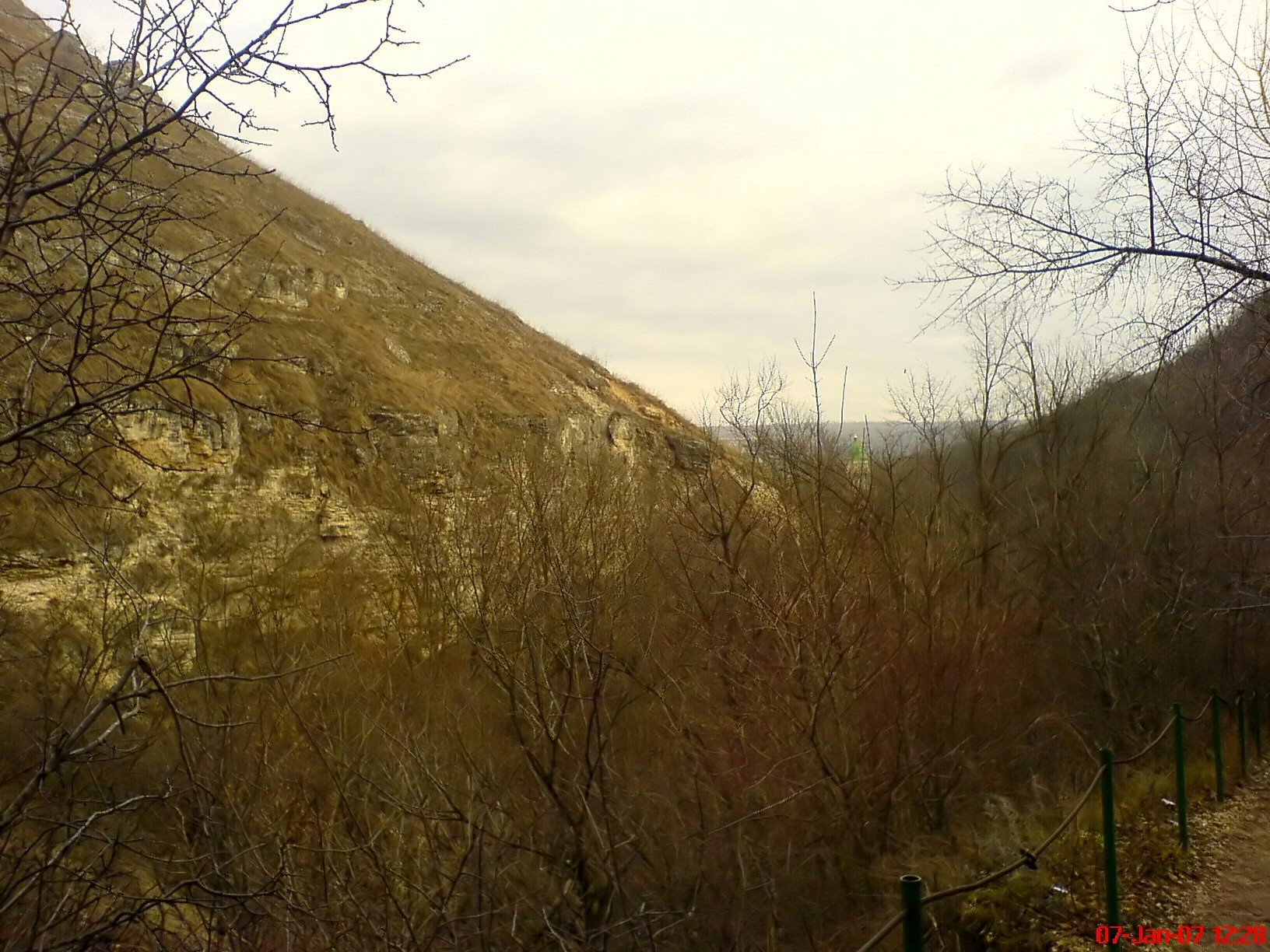
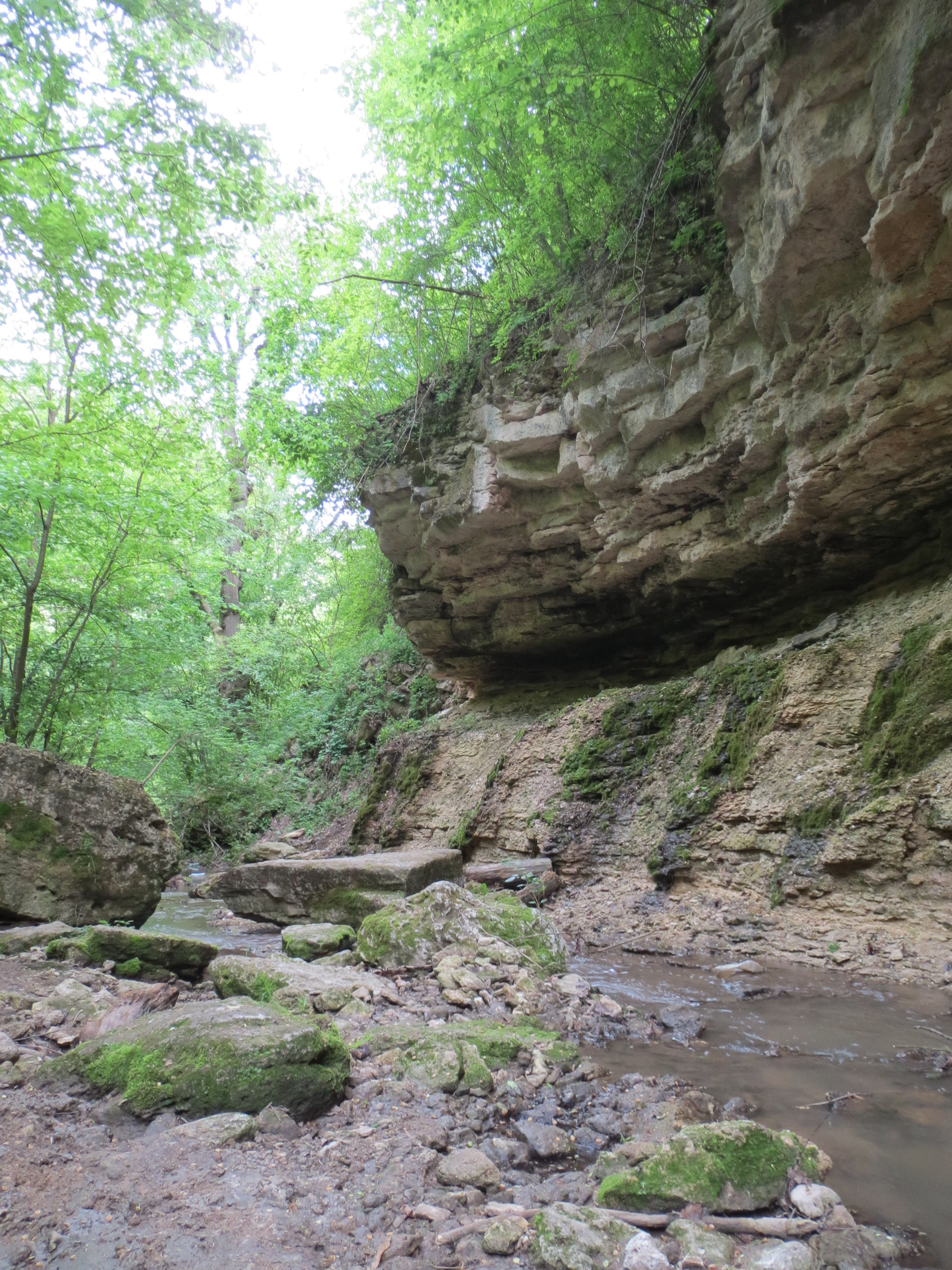
Fenomeme carstice
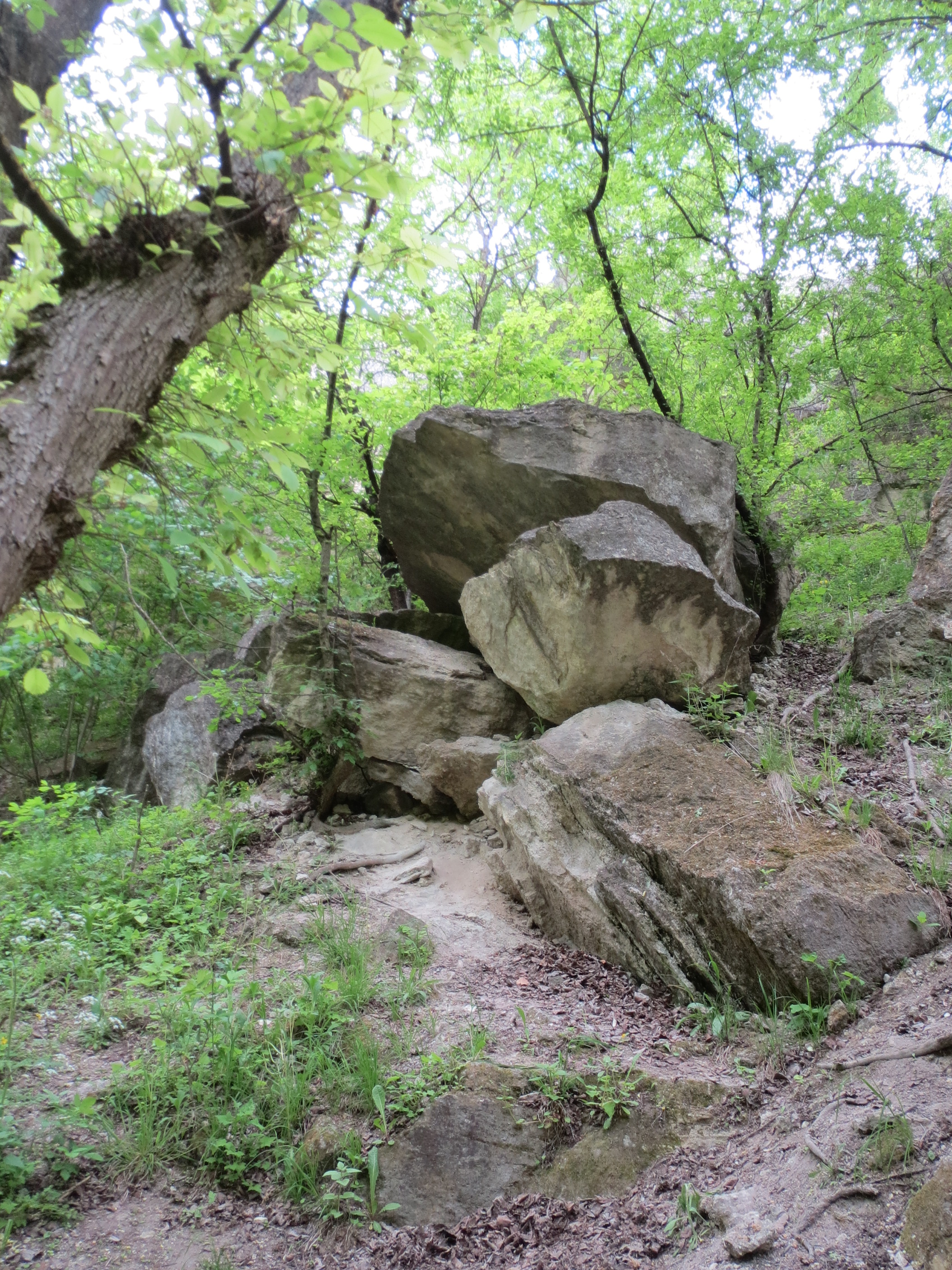
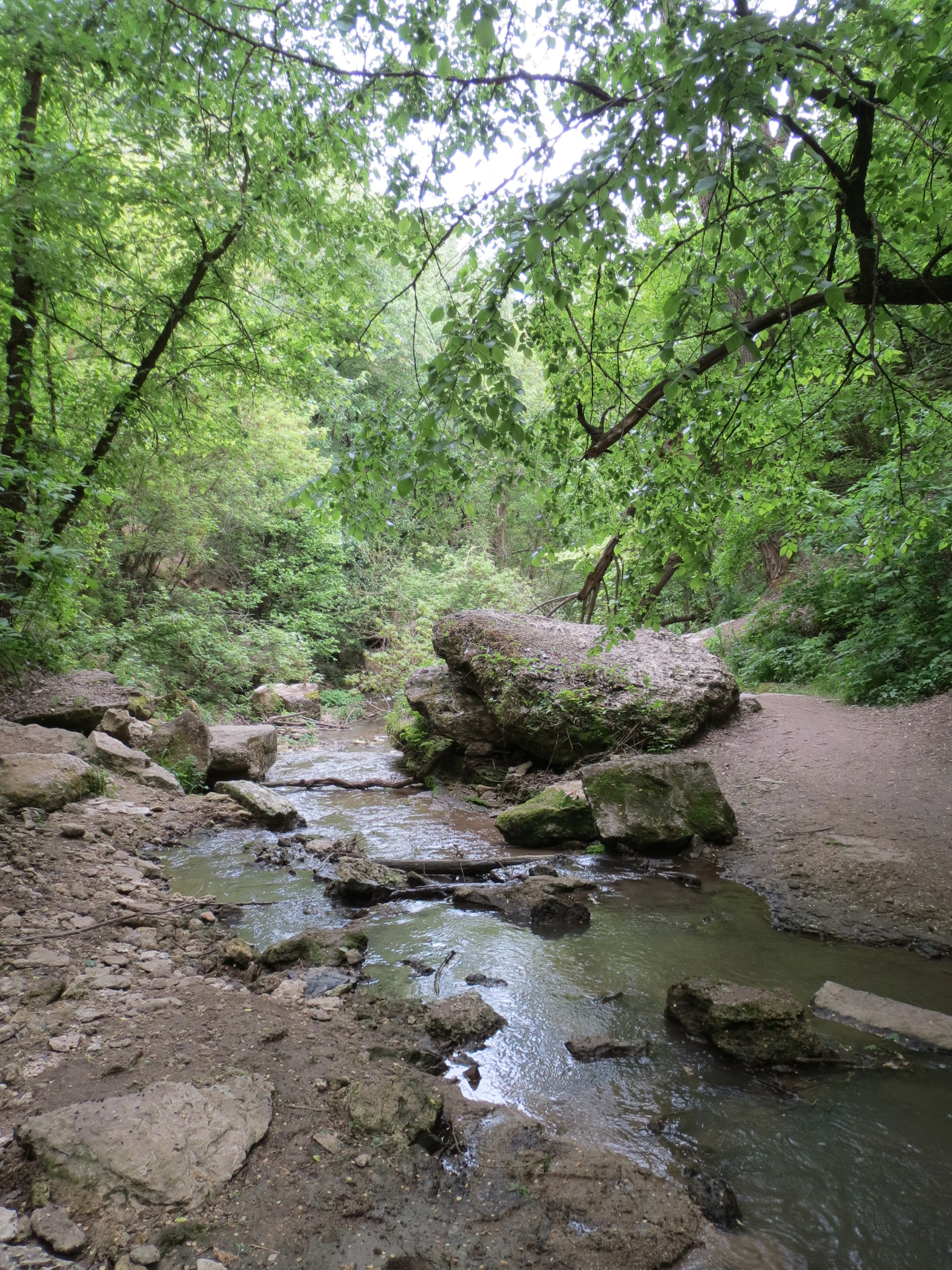
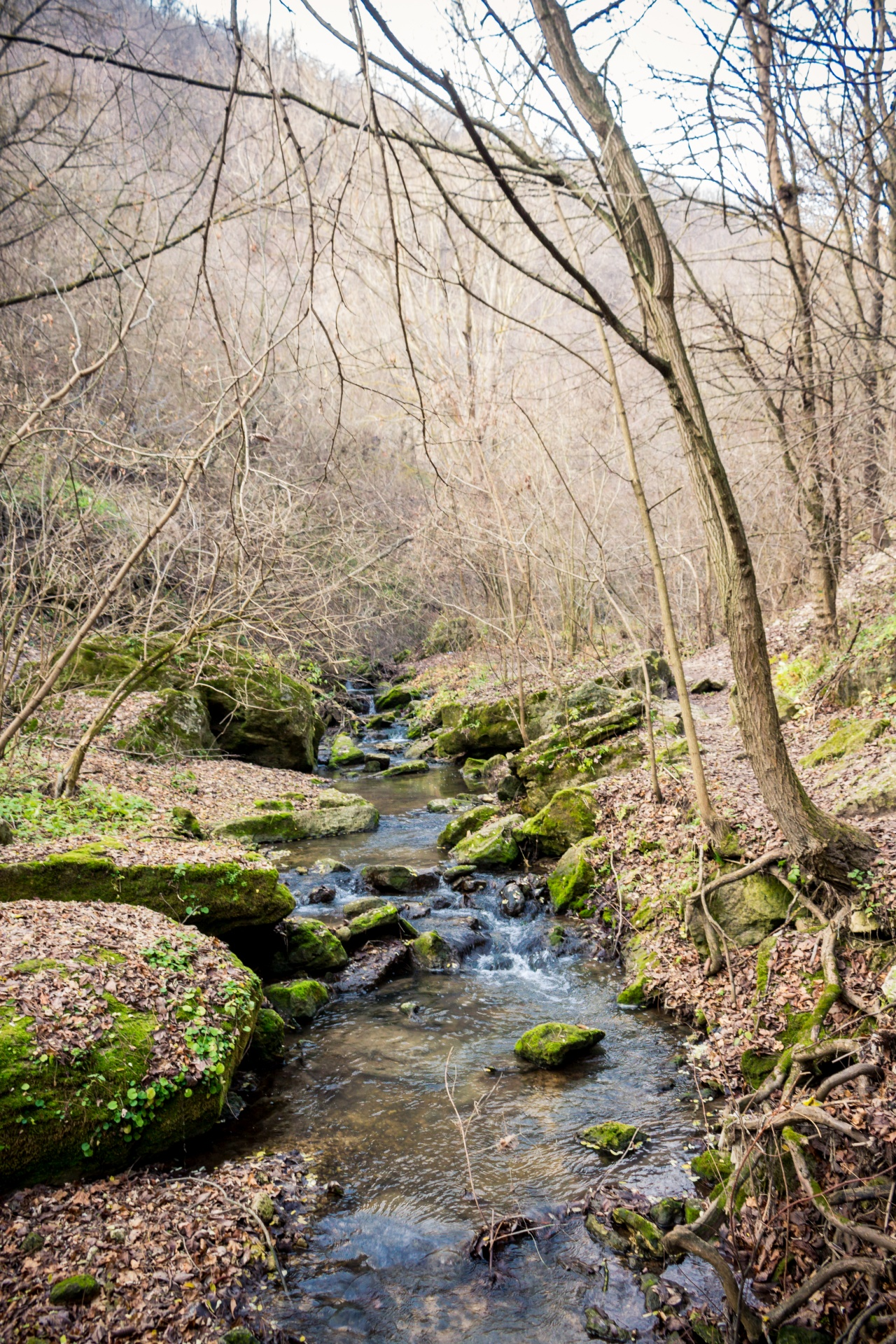
Pârâul în cursul superior
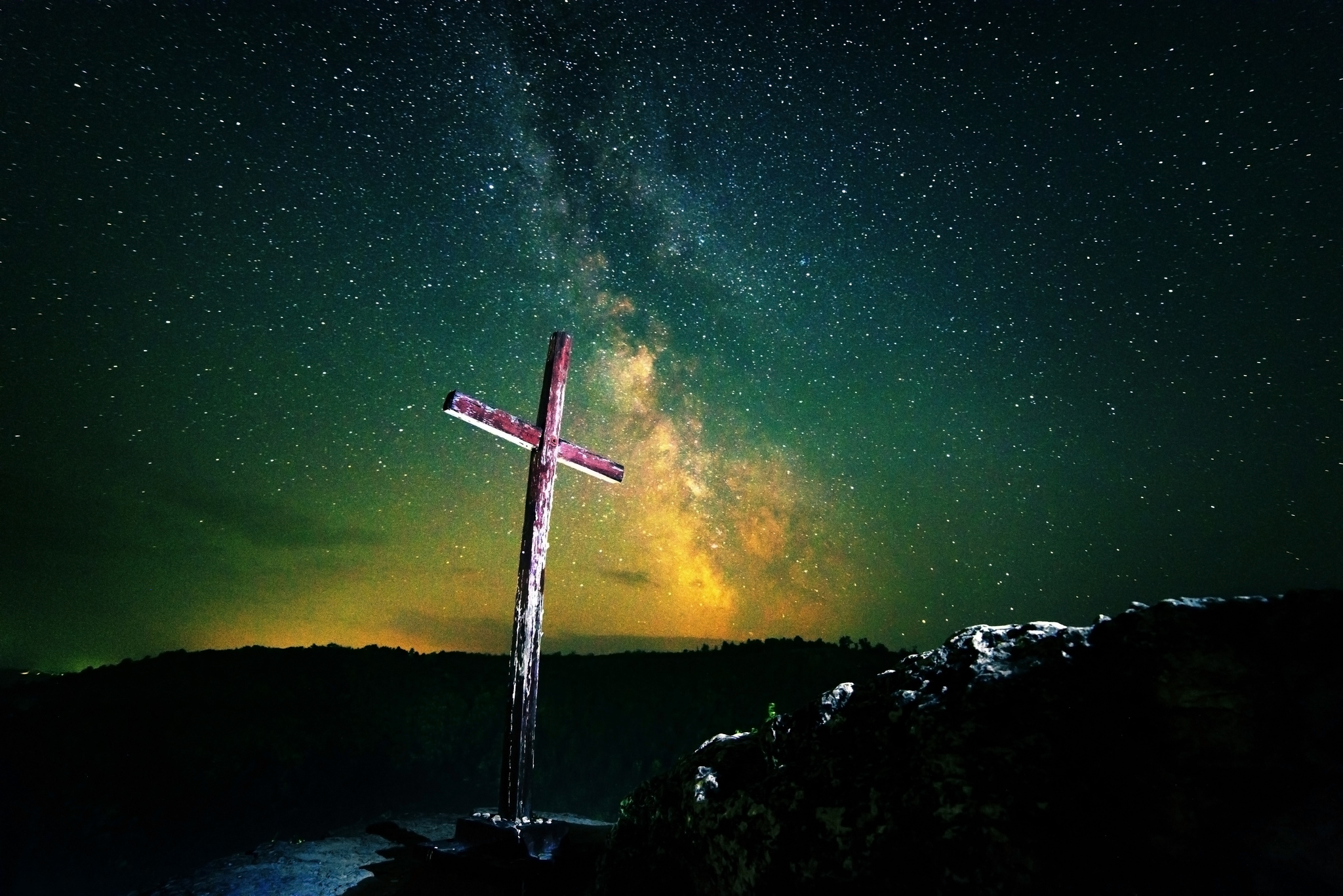
Crucea și Calea lactee

## Vezi și
- Conacul lui Apostolopulo
- Mănăstirea Saharna
- Rezervația peisagistică Saharna

## Legături externe
- Investigații Arheologice în zona Saharna Arhivat în 6 ianuarie 2010, la Wayback Machine.